# Videogioco

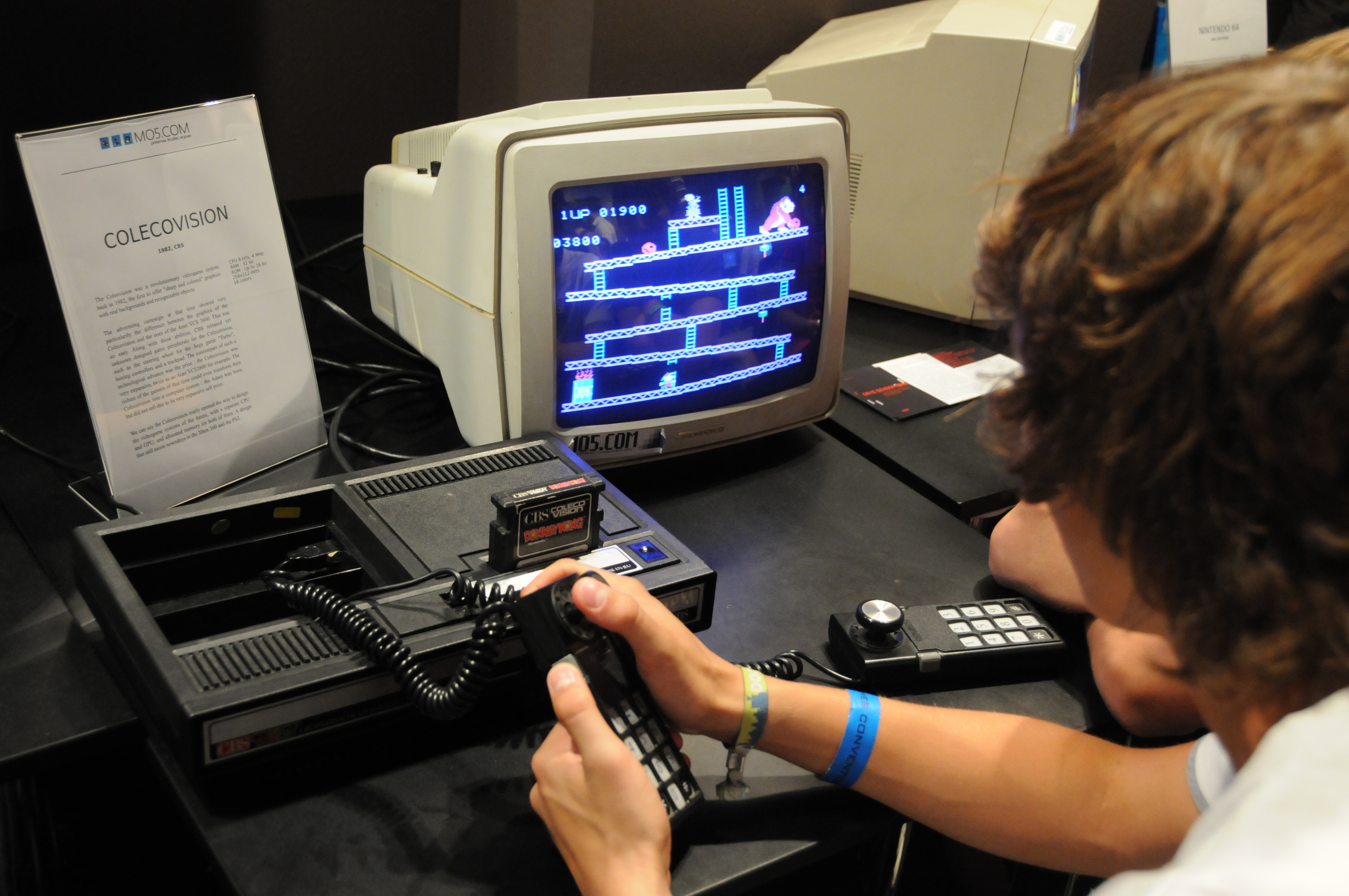
Un videogiocatore gioca a Donkey Kong su una ColecoVision originale alla Games Convention 2008

Il videogioco è un gioco gestito da un dispositivo elettronico che consente di interagire con le immagini di uno schermo. Il termine generalmente tende a identificare un software, ma in alcuni casi può riferirsi anche a un dispositivo hardware dedicato a uno specifico gioco. In italiano si usa a volte anche l'anglicismo videogame sebbene il termine inglese corretto sia video game. Colui che utilizza un videogioco viene chiamato videogiocatore o gamer ("giocatore" in inglese) e si serve di una o più periferiche di input chiamate controller, come per esempio il gamepad, il joystick, il mouse e la tastiera di un computer.
Nato a partire dagli anni cinquanta del Novecento negli ambienti di ricerca scientifica e nelle facoltà universitarie americane, il videogioco ha avuto il suo sviluppo commerciale a partire dagli anni settanta, andando sempre più a sostituire i giochi elettromeccanici.

## Storia

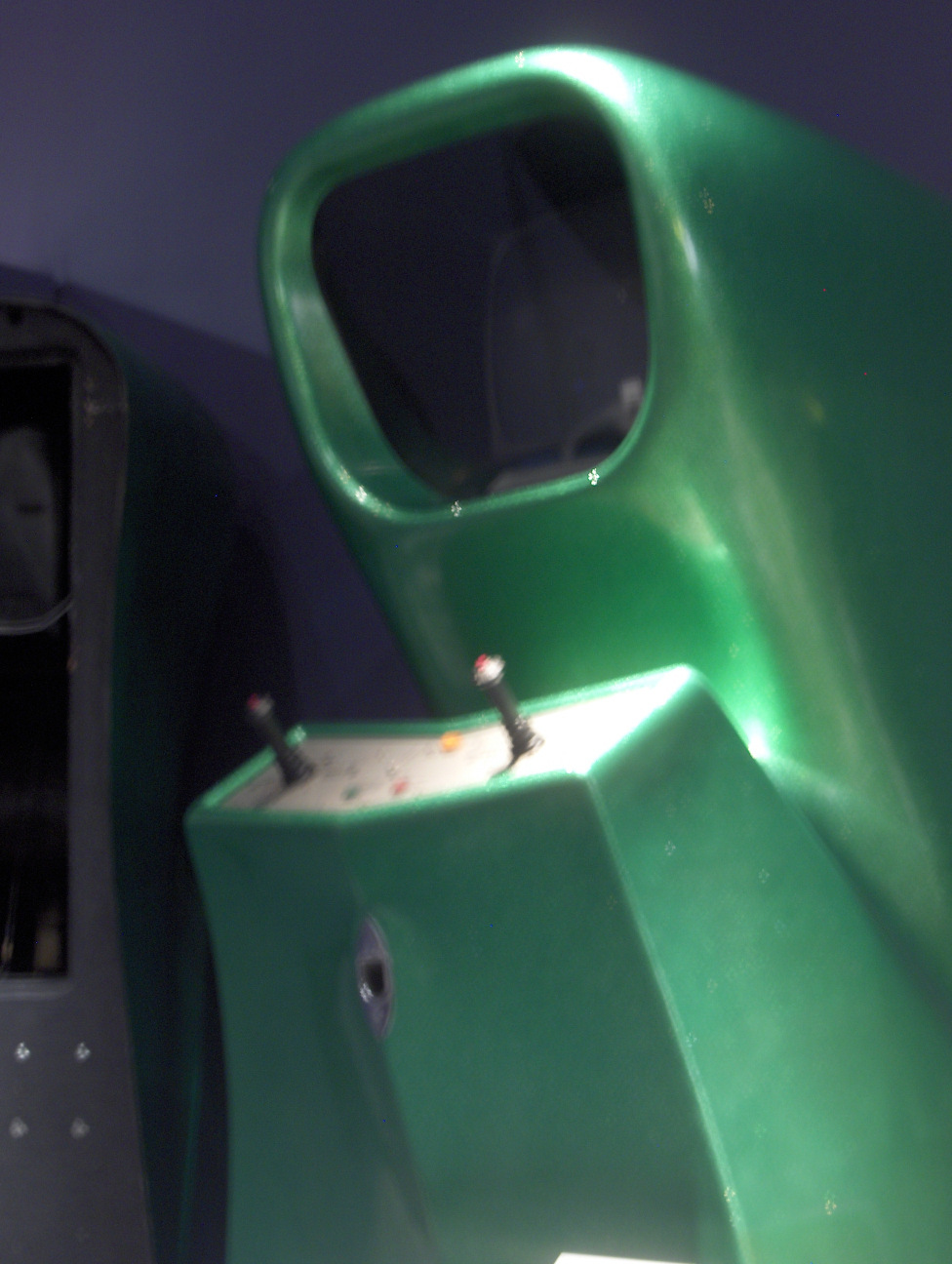
Un cabinato a gettoni per il videogioco Computer Space

Nel 1952 nei laboratori dell'Università di Cambridge A.S. Douglas, come esempio per la sua tesi di dottorato, realizzò OXO, la trasposizione del gioco tris per computer. Questo viene di solito considerato tecnicamente il primo videogioco dato che utilizzava uno schermo catodico per la visualizzazione. Il suo scopo non era comunque quello di intrattenere gli utenti ma quello di completare la tesi di Douglas. Nel 1958 il fisico Willy Higinbotham del Brookhaven National Laboratory, notando lo scarso interesse che avevano gli studenti per la materia, realizzò un gioco, Tennis for Two, che aveva il compito di simulare le leggi della fisica che si potevano riscontrare in un incontro di tennis: il mezzo utilizzato era un oscilloscopio. Questo viene ricordato come un esperimento universitario più che come un gioco.
Nel 1961, sei giovani scienziati del Massachusetts Institute of Technology (MIT) riescono a dare movimento a puntini luminosi sullo schermo di un PDP-1: nasceva Spacewar!, il primo videogioco propriamente progettato a scopo ludico che la storia ricordi. Ma il grande sviluppo dei videogiochi si avrà solamente a partire dalla seconda metà degli anni settanta. I primi videogiochi apparvero negli anni settanta ed erano limitati a console con video in bianco e nero allestite nei locali pubblici. I giochi avevano una grafica essenziale (come il classico Pong). Il gioco sviluppato da Higinbotham era una schematica simulazione di tennis in cui c'era una linea verticale sullo schermo a rappresentare la rete vista dall'alto e un puntino sullo schermo per la pallina. Non c'erano segnalini per le racchette e agendo sulla manopola di controllo un solo giocatore poteva far "rimbalzare" la palla da un lato all'altro dello schermo: se non si ruotava la manopola prima della fine dello schermo la pallina continuava la sua corsa e il gioco ricominciava senza assegnare alcun punteggio con una nuova pallina. In effetti, più che un gioco o un videogioco era una dimostrazione su come si potesse interagire con un computer. Il gioco funzionava grazie ad una serie di computer analogici Donner (enormi scatoloni da 50 000 dollari) a cui Higinbotham collegò dei relay che tramite uno oscilloscopio DuMont modello 804 erano in grado di generare e gestire punti mobili sullo schermo (la pallina).
Il progetto di Douglas (OXO), così come quello di Higinbotham, era sì un gioco ma certamente non un videogioco. Si trattava più di un esperimento scientifico che di una invenzione fruibile dalla gente comune: l'EDSAC o il Donner erano armadi che occupavano interamente una stanza e assorbivano una quantità enorme di energia elettrica, oltre ad avere un costo proibitivo per qualunque famiglia dell'epoca: circa 60 000 dollari per l'EDSAC e 50 000 per un singolo computer Donner. Lo Space War di Russel invece era un videogioco vero e proprio basato sulla visualizzazione vettoriale (fu il primo tentativo di simulazione dinamica che la storia ricordi). Ma per la complessità del progetto e gli elevati costi di sviluppo sul PDP-1, nonché per la difficoltà poi di adattare tale videogioco su computer dai costi più "abbordabili" si dovette attendere la fine del 1973 quando Space War raggiunse il grande pubblico come gioco da sala (coin-op). Tale gioco ebbe scarsissimo successo e le sue vendite non coprirono neppure un terzo dei costi di produzione. Il primo uomo che invece concepì l'idea di videogiocare, nel senso che in seguito sarebbe stato conosciuto, con i normali schermi TV da salotto, fu Ralph Baer. Il concetto di un giocatore, un gioco, un televisore, e una scatola ad essa collegata in cui inserire i videogiochi è suo.
Negli anni sessanta Ralph Baer era uno dei primi ingegneri televisivi al mondo e lavorava alla Sanders and Associates (una società che sviluppava sistemi radar aerei e sottomarini). Nel 1966, durante un viaggio di lavoro, annotò su un taccuino alcuni schizzi e disegni tentando di schematizzare alcuni pensieri sul modo in cui si potesse interagire (giocando) con un normale televisore da casa. Tali appunti convinsero la Sanders a sviluppare il progetto e a depositare i brevetti di quella idea già nel 1966, inoltre la società incoraggiò Baer a continuarne lo sviluppo, mettendogli a disposizione una stanza debitamente attrezzata su indicazione dello stesso ingegnere. Dopo pochi mesi Baer aveva un puntino luminoso che si poteva muovere a piacimento sullo schermo di un normale televisore. Il generatore di allineamento Heathkit IG-62, da lui stesso realizzato per testare i televisori, rendeva ora possibile muovere il puntino bianco su schermo nero.
Benché all'inizio degli anni ottanta Atari rese famosi nel mondo i puntini neri su schermo bianco, la tecnologia inventata da Baer fu la prima che venne utilizzata agli inizi degli anni settanta per la creazione della prima console per videogiochi nella storia: il Magnavox Odyssey. Il prototipo del Magnavox Odyssey (chiamato in Sanders Brown Box oppure solo Odyssey) era già pronto nel 1970 e ne venne iniziata la commercializzazione in serie nel Natale del 1972 con un gioco di ping-pong. Si trattava in buona sostanza di una pallina (un punto bianco su schermo nero) che veniva ribattuta orizzontalmente sullo schermo della TV da due racchette (due bastoncini bianchi su schermo nero), controllabili dai giocatori (massimo 2) con due controller (in seguito chiamati joypad) con rotelle, che consentivano di muovere le racchette verticalmente. Nell'anno di lancio l'Odyssey vendette oltre 165 000 unità, e grazie anche ad una estesa campagna pubblicitaria, l'unica e sola console casalinga per videogiochi, vendette nel secondo anno (siamo alla fine del 1973) ulteriori 200 000 scatole.
Nel 1972 Nolan Bushnell, un giovane ingegnere che lavorava in Ampex (una società che progettava circuiti integrati e nastri magnetici per la videoregistrazione), lasciò il suo impiego e fondò Atari. Bushnell con la sua nuova società si prefiggeva in pochi anni di sostituire i flipper dei bar con videogiochi a gettoni (coin-op). Nei primi mesi di produzione (siamo agli inizi del 1973) Atari vendette circa 2 300 unità del coin-op Pong. Un gioco molto simile al ping-pong di Baer per l'Odissey. Sta di fatto che il coin-op Atari, nonostante sia stato commercializzato e sia apparso al pubblico dopo il lancio della console Odyssey, è passato alla storia come il primo videogioco. Pong di Atari era un gioco destinato ai luoghi pubblici e non alle quattro mura domestiche, così anche chi non conosceva l'esistenza dei videogiochi ebbe il primo contatto con essi grazie a Pong. Per tale ragione Atari entrò nell'immaginario collettivo come la casa che aveva generato quel nuovo mondo del divertimento elettronico, anche se fu solo nel 1976 che Atari (grazie anche alla collaborazione di Activision) cominciò a commercializzare la sua versione della console casalinga, che, per ragioni di una diversa e migliore capacità pubblicitaria di Atari (più che per una effettiva qualità superiore) soppiantò immediatamente l'Odyssey della Sanders/Magnavox.
Durante la seconda generazione di console casalinghe, si verificò un fenomeno analogo al mondo delle macchine arcade, la cosiddetta crisi dei videogiochi del 1983 e che si verificò principalmente in America, con tanto di sepoltura dei videogiochi Atari.
Nel 1985, Nintendo citò Magnavox e cercò di invalidare i brevetti di Baer dicendo che il primo videogame era il Tennis for Two di Higinbotham costruito nel 1958, intentata nel tentativo di dimostrare che i videogiochi fossero stati inventati prima del deposito dei brevetti detenuti, già a far data dal 1966, dalla Sanders and Associates e per non pagare i diritti a quest'ultima.
William Higinbotham fu chiamato a deporre in tribunale davanti ad una giuria consegnando una copia degli schemi originali del suo gioco, ma la corte decise che questo gioco non utilizzava il segnale video e che quindi non poteva qualificarsi come videogame. Come risultato, Nintendo perse la causa e continuò a pagare i diritti (royalty) alla Sanders Associates.

## Analisi

### Legge di Bushnell
L'aforisma di Nolan Bushnell (fondatore di Atari), che riguarda il design dei videogiochi e il fenomeno che porta alcuni giochi a raggiungere il grande successo, venne successivamente denominato "Legge di Bushnell":
(Nolan Bushnell)
Che spiega sinteticamente il meccanismo che permette a un gioco di raggiungere il successo, ossia riuscire a coinvolgere sia i principianti sia gli esperti.
Il concetto è anche simile a una filosofia sviluppata da George Parker, il fondatore dell'editore di giochi da tavolo Parker Brothers. Parker aveva detto che "Ogni gioco deve avere un tema emozionante e pertinente ed essere abbastanza facile da comprendere per la maggior parte delle persone. Infine, ogni gioco dovrebbe essere così robusto da poter essere giocato più e più volte, senza logorarsi."
Questo principio viene indicato anche con la frase "facile da imparare, difficile (o quasi impossibile) da padroneggiare", filosofia adottata da Blizzard Entertainment come motto e principio di progettazione.

### Il fenomeno culturale
Divenuto ormai un fenomeno culturale di massa, il videogioco è un medium unico: infatti, come suggerisce James Paul Gee, i videogiochi sono ben diversi dagli altri tipi di media (film, letteratura, teatro..), pur riprendendone i vari linguaggi. Essi hanno diverse caratteristiche che li rendono unici e operano in modo diverso dagli altri, ad esempio il linguaggio del gameplay è unico tra i media narrativi tradizionali e inoltre è stato autorevolmente affermato che è l'interattività ciò che ha distinto i videogiochi dalle altre forme d'intrattenimento mediale di massa; proprio tale caratteristica permette al videogioco di esercitare un potenziale di immersività e attrazione che altri media non hanno.

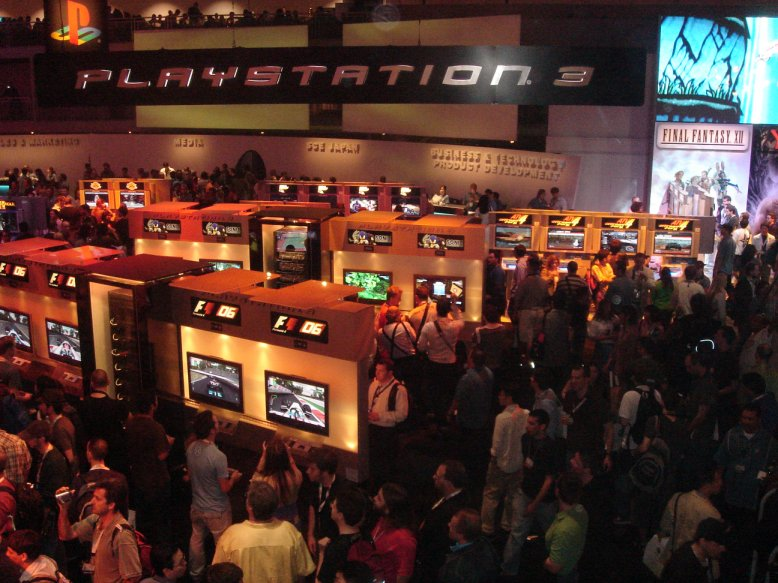
Uno stand dell'Electronic Entertainment Expo 2006, con diverse postazioni dell'allora nuova console PlayStation 3. L'E3 si è svolto dal 1995 al 2021 solitamente a Los Angeles ed al suo tempo è stata la più importante fiera dedicata ai videogiochi nel mondo.

Il videogioco è un medium relativamente recente (soprattutto se comparato con la storia degli altri media), e solamente negli ultimi decenni ha conosciuto un rapido sviluppo, che gli ha permesso di crescere e di superare in maniera prepotente, più degli altri media, le critiche mosse contro di esso a torto o a ragione. Tutto ciò è stato possibile grazie al fatto che il videogioco, più di ogni altro (anche più di un film), è legato fortemente al progresso tecnologico. Quest'ultima caratteristica dona al videogioco un potenziale enorme e infatti come ha affermato il sociologo Alberto Abruzzese “i videogiochi sono la nostra più avanzata frontiera e il nostro più affascinante futuro” [...]. L'influenza di questo medium – anche come nuovo fenomeno culturale di massa – viene da molti associata a quella del cinema degli albori o della televisione al momento della sua massima espansione e trasformazione in mezzo di comunicazione di massa vero e proprio.
Anzi, il videogioco rischia ora, o quanto meno rischierebbe, di surclassare lo stesso cinematografico, se è vero come è vero che già è stato infranto un ipotetico quanto significativo break even point: statistiche alla mano, le vendite di videogiochi hanno superato, almeno negli Stati Uniti, quelle di biglietti delle sale cinematografiche. E infatti tale superamento è già in qualche modo avvenuto in quanto un videogioco come Halo 3 o il più recente Call of Duty: Black Ops hanno guadagnato rispettivamente 170 milioni di dollari in 24 ore (fu considerato il più grande incasso per un prodotto d'intrattenimento) e l'altro 650 milioni di dollari in soli cinque giorni. Tutto ciò fa capire quanto il mercato videoludico sia divenuto importante e possiede un enorme potenziale. Ma con il cinema, il mondo dei videogiochi sembra aver stretto un patto: le trame di molti film prodotti oggi sono dichiaratamente mutuate da videogiochi (vedi film tratti da videogiochi), così come molti film vengono in tempi assai rapidi trasformati in videogiochi più o meno di successo. La trasposizione da film a videogioco era una pratica diffusa con successo già nei primi anni ottanta; se si esclude Superman, che all'epoca era celebre al cinema ma nasce come fumetto, il primo titolo ufficialmente tratto da un film fu Towering Inferno del 1982 (dal film L'inferno di cristallo).
Ai film si aggiungono serie televisive, fumetti, romanzi, riviste, mostre e fiere. Dagli anni 1990 sono comparsi programmi televisivi dedicati al mondo dei videogiochi, quali X-Play, e interi canali televisivi dedicati ai videogiochi, come Game Network e G4. Vengono organizzati inoltre gli sport elettronici, competizioni di videogiochi, anche a livello professionistico. Il riconoscimento dell'importanza culturale dei videogiochi si sta manifestando con l'ingresso della materia nelle università e con il proliferare di pubblicazioni scientifiche, anche in italiano, sull'argomento.
Nel 2012 il MoMa di New York ha acquistato una selezione di quattordici videogiochi per la mostra Applied Design. All'interno della mostra i videogiochi sono stati presentati come opere d'arte e allo stesso tempo opere di design. I curatori hanno operato la loro selezione considerando la rilevanza storica e culturale, l'espressione estetica e l'approccio innovativo al medium. La collezione è stata ampliata nel 2013 con l'acquisto di una console e di altri sei giochi.
I videogiochi sono diventati in punto di partenza di RE_PRAY, spettacolo ideato, prodotto e interpretato dal due volte campione olimpico di pattinaggio Yuzuru Hanyū. Lo show, di un genere espressivo nuovo, "incorpora l'etica e i valori dei videogiochi" interrogandosi sulla vita, sui desideri e sulla speranza attraverso il contrasto fra i giochi che possono essere ripetuti un'infinità di volte e la vita che viene vissuta un'unica volta.

### Peculiarità del medium
(Katie Salen e Eric Zimmerman - Rules of Play)
Il videogioco presenta diverse unicità se comparato con i media tradizionali come cinema e romanzo. Per questo motivo non può essere considerato come semplice “film o romanzo interattivo” visto che un tale approccio di decostruzione risulta improduttivo. Infatti un gioco non racconta una storia ma sono i giocatori a “raccontarla” e a crearla attraverso le loro performance. Tale peculiarità può essere notata maggiormente in titoli come Heavy Rain, The Walking Dead e in alcuni celebri giochi di ruolo giapponesi, quali Chrono Trigger o Final Fantasy VI, quest'ultimo uno dei primi videogiochi in assoluto in cui le azioni e le scelte del giocatore modificavano la trama stessa (per esempio, a seconda dei personaggi salvati dopo l'Apocalisse, il finale subirà numerose variazioni, così come è possibile impedire la morte di Cid o il suicidio di Celes).
Ad esempio in un dipinto, una canzone, un film, un libro o un episodio TV, il pubblico non può modificare l'esito di un episodio e quindi non può intervenire attivamente sull'opera artistica. In un buon gioco invece il giocatore modifica l'esito con ogni sua azione, poiché in un videogioco l'utente è spettatore e attore allo stesso tempo. D'altronde Jesper Juul nella sua opera A Clash between Game and Narrative afferma che non può esistere interattività e narrazione nello stesso tempo perché è impossibile influenzare qualcosa che è già successo. Nel corso della Game Developers Conference 2010, Warren Spector ha ribadito che i videogiochi non sono dei film (“Se vuoi realizzare il tuo gioco come un film, dovresti fare film”) e che questi dovrebbero offrire al giocatore sempre una grande libertà di espressione creativa; poiché l'intervento del giocatore è una delle unicità del videogioco e i giocatori sono i veri protagonisti che dovrebbero vivere la loro personale storia.
Anche Ivan Fulco, giornalista e traduttore, ha sottolineato questa peculiarità del medium affermando che i videogiochi non sono storie spaziali ma luoghi dove vivere altre vite, ovvero brandelli della nostra vita per quanto virtuale. Inoltre se una storia è lineare, un videogioco è l'opposto visto che è un sistema dinamico, uno spazio di possibilità. Nella fattispecie una partita in un gioco è un continuo divenire, tutto è in costante mutamento, basti pensare alle migliaia di video che affollano YouTube che mostrano sequenze di gameplay sempre diverse. Tutto ciò è dovuto al fatto che le possibilità offerte da un videogioco e l'interazione dell'utente con quest'ultimo garantiscono partite uniche, originali e mai uguali per ogni giocatore.
In definitiva un videogioco può essere paragonato a un triangolo di possibilità, con la situazione iniziale a un vertice e le conclusioni possibili lungo il lato opposto, con una miriade (idealmente un'infinità) di percorsi tra lo stato iniziale e il risultato finale. Attraverso l'intervento del giocatore queste possibilità si concretizzano in una sequenza di eventi e azioni ben precisa che può essere trasformata in una storia, ovvero l'esperienza di gioco può dar vita a una storia da raccontare. Tra l'altro Apple ha depositato (intorno al 2010) il brevetto di una tecnologia in grado di estrapolare dati da un videogioco per creare un fumetto. L'idea di base è un'applicazione in grado di connettersi al videogioco, da cui prendere immagini, dialoghi e azioni per poi organizzarli in una struttura logica per realizzare un fumetto o anche un e-book personalizzato. Tale idea non fa altro che evidenziare la dinamicità propria dei videogiochi in cui gli eventi del gameplay dipendono dalle scelte, dalle azioni del giocatore, dall'intelligenza artificiale e dalle possibilità che vengono offerte.

### Internet e "intelligenza connettiva"
La massiccia diffusione di Internet negli anni novanta ha favorito una diffusione altrettanto massiccia dei videogiochi. Sul web è possibile infatti giocare allo stesso videogioco anche in gruppi composti da più persone situate in diverse postazioni sparse per il globo. Questa possibilità di dare vita ad una intelligenza connettiva (data appunto dalla interconnessione di più persone fra loro comunicanti), sembra destinata a essere presa in considerazione anche dal mondo della scuola. Si starebbe cercando, in altre parole, di dare al videogioco una funzione pedagogica, senza destrutturarlo troppo e pur tuttavia sostituendone la componente competitiva con una meramente collaborativa. Un esempio di questo tentativo è rappresentato da Stopdisasters, un videogioco on line lanciato dall'Organizzazione delle Nazioni Unite con l'intento di sensibilizzare i più piccoli sugli accorgimenti per costruire città e villaggi più sicuri dal rischio di calamità e disastri ambientali.

### Difficoltà di gioco
La difficoltà nel proseguire o completare un videogioco è molto variabile e soggettiva. Alcuni videogiochi sono disponibili con più livelli di difficoltà per cercare di ampliare la giocabilità e rendere il gioco più accessibile possibile senza compromettere l'esperienza dei giocatori più competitivi, anche se in molti casi ciò corrisponde a una mera riduzione dei danni inflitti e un aumento dei danni subiti. Esistono anche giochi che si adattano al comportamento del videogiocatore e adeguano di conseguenza la difficoltà.
La difficoltà può essere percepita differentemente in base anche alle epoche e alle situazioni di contorno, come le conoscenze all'epoca del titolo e che risultano datate rispetto al periodo in cui viene giocato, o che si basano si situazioni geopoliticamente distanti dalla cultura del luogo in cui è stato distribuito o sulle possibilità ludiche a disposizione.

## Generi
Come qualsiasi gioco, il videogioco può rappresentare oggetti astratti o riprodurre simbolicamente determinati contesti culturali, astraendoli dal loro ambito ed applicandoli a contesti e situazioni che possono andare dalla simulazione più fedele fino alla parodia. Dalla nascita, i videogiochi si sono costantemente evoluti formando man mano dei generi completamente diversi tra loro, con meccaniche di gioco differenti e differenti abilità richieste al giocatore. Oltre ad una naturale crescita tecnica dei giochi, l'uscita di un titolo innovativo può essere talmente diverso dal punto di vista concettuale da creare un tipo di videogioco a sé. I principali gruppi nei quali si possono dividere i videogiochi sono due: simulativo o arcade.
Un gioco simulativo è un gioco basato sulla simulazione delle regole del mondo reale, chi opta per programmare un gioco orientato su questo genere sa che il giocatore vuole investire anche ore del proprio tempo giocando a qualcosa di inedito e molto difficile. Un gioco di guida con la reale rappresentazione della fisica, oppure un gioco di guerra dove con un solo colpo la partita finisce, sono ottimi esempi. Il gioco arcade invece ne è l'esatto opposto. Chi sceglie un gioco arcade non ha voglia di cimentarsi nell'apprendimento delle meccaniche di un gioco troppo complicato, ed il suo unico desiderio è avviare il gioco e divertirsi all'istante, evitando se possibile di leggere il manuale.
Segue una lista dei generi più comuni. Tra parentesi il termine inglese con cui sono spesso conosciuti.

### Videogioco d'avventura
Le avventure (adventure) sono caratterizzate da una forte componente esplorativa e narrativa. In genere sono basati sulla risoluzione di enigmi piuttosto che sulla prontezza di riflessi.
- Avventura testuale (interactive fiction): la situazione di gioco è descritta testualmente e i comandi sono forniti digitando semplici frasi;
- Avventura grafica o punta-e-clicca (graphic adventure): il gioco è strutturato in ambienti (più o meno statici) in cui bisogna raccogliere oggetti e risolvere enigmi per proseguire;
- Avventura dinamica (action-adventure): ibrido fra i videogiochi d'azione e le avventure ad enigmi. La risoluzione dei puzzle e l'esplorazione si combinano con il superamento di ostacoli e gli scontri fisici. Possono includere anche elementi GDR, simulazioni di guida ecc. giungendo potenzialmente ad inglobare una buona parte degli altri generi videoludici.
  - Metroidvania: Particolari action-adventure generalmente caratterizzati da una mappa interconnessa limitata da ostacoli che possono essere superati una volta acquisiti particolari oggetti o abilità. Il nome è derivato dalle saghe capostipiti del sottogenere, Metroid e Castlevania.
  - Zelda-like: Sottogenere degli Action-Adventure in cui gli enigmi ambientali e la presenza di dungeon (anch'essi incentrati sugli enigmi) sono parte fondante del gameplay. Il nome deriva dalla saga The Legend of Zelda capostipite del genere.
- Visual novel: Nelle Visual Novel il giocatore gioca in prima persona nei panni del protagonista del videogioco. Il gameplay estremamente limitato, permette solo di effettuare piccole decisioni (quando proposte) che influenzano leggermente la trama solitamente lineare; Queste avventure hanno animazioni limitate e per questo si basano sui dialoghi in forma testuale che il giocatore fa scorrere premendo un solo tasto.
- Open world: elemento comune a più videogiochi di diversi generi (anche se non tutti i videogiochi di uno stesso genere sono necessariamente Open World), caratterizzati dalla grande vastità e ricchezza della mappa, solitamente contenente molti biomi con tipi di nemici differenti. Ogni zona della mappa degli open world è raggiungibile dal giocatore, dando così un grande senso di libertà e avventura che unitamente alla grafica di qualità superiore (la vastità della mappa "costringe" ad un'attenzione maggiore per la grafica in fase di sviluppo) pongono questi titoli tra i più apprezzati (a volte, purtroppo, anche a prescindere) dai videogiocatori e dalla critica.

### Videogioco d'azione

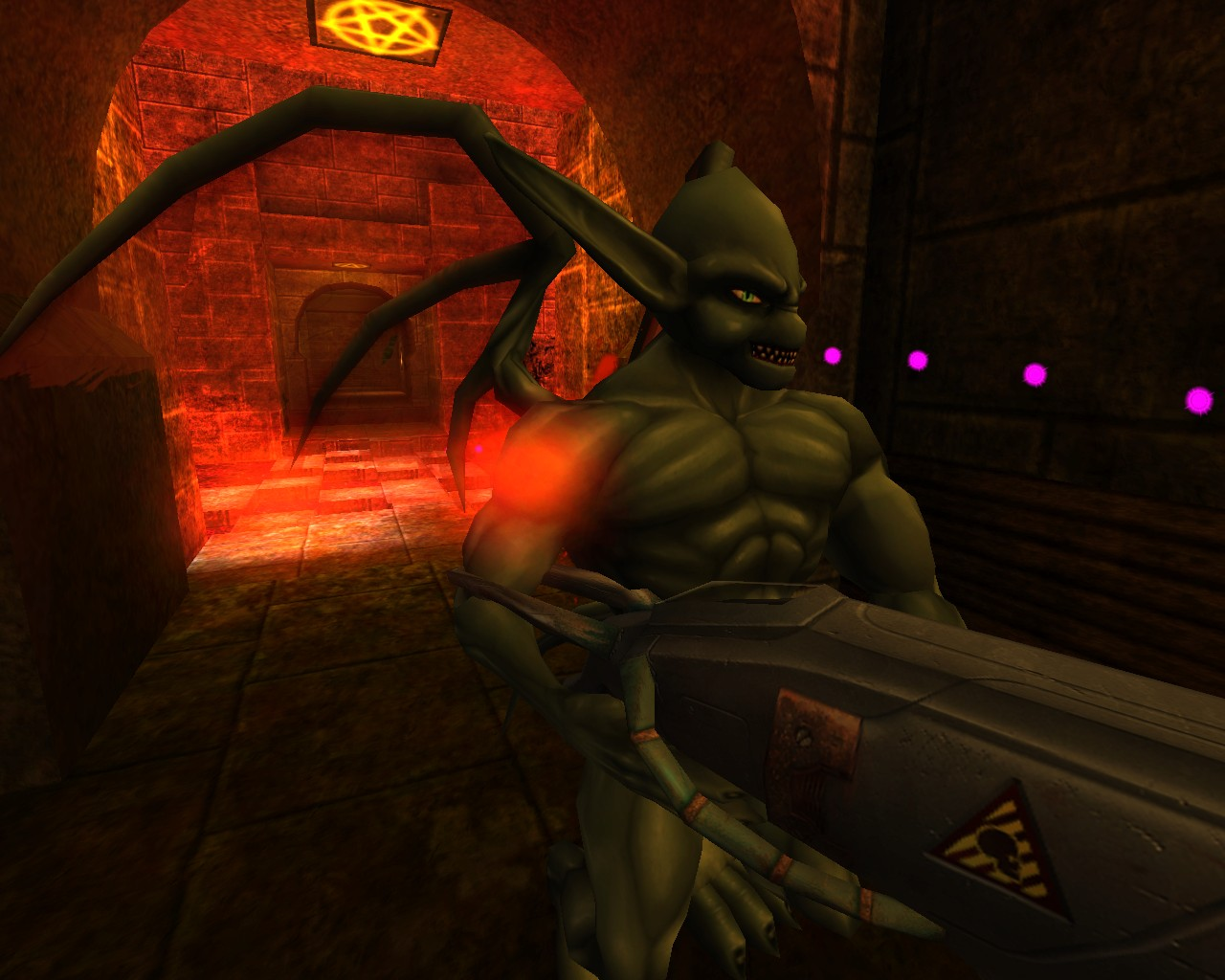
OpenArena, un tipico sparatutto in prima persona, basato sulla rapidità di azione

I videogiochi d'azione (action game) sono una categoria molto vasta che include videogiochi basati sulla prontezza di riflessi e sull'agilità con i comandi. Sono in genere ricchi di combattimenti anche se includono titoli in cui l'agilità serve a evitare pericoli d'altro genere. È il genere che più si adatta a essere ibridato con altri.
- Videogioco a piattaforme (platform): incentrato prevalentemente sul superamento di ostacoli disposti nello scenario, con dinamiche molto stilizzate. Elemento fondante nel genere è la capacità del personaggio di saltare da una piattaforma all'altra (da cui il nome).
- Picchiaduro (beat 'em up): incentrati sul combattimento a mani nude o tramite armi bianche contro uno o più avversari;
  - Picchiaduro a scorrimento: molti nemici affrontano il giocatore, il quale avanza lungo un percorso articolato.
  - Picchiaduro a incontri: strutturato per singoli incontri (generalmente uno contro uno) contro l'IA o altri giocatori; peculiarità del genere sono le combo, mosse speciali realizzate con sequenze rapide e precise di tasti;
- Sparatutto: incentrati sul colpire dei nemici/bersagli a distanza, con armi di varia natura (quasi sempre da fuoco);
  - Sparatutto in prima persona (first person shooter – FPS): sottocategoria in cui il mondo è visto dagli occhi del personaggio;
  - Sparatutto in terza persona (third person shooter – TPS): sottocategoria in cui il mondo è visto dall'esterno del personaggio;
  - Sparatutto tattico: propone battaglie con tattiche militari realistiche (quindi in genere senza una barra d'energia né vite multiple); può essere in prima (FPTS) o terza persona (TPTS);
  - shoot 'em up: solitamente ha un ritmo frenetico e si basa sul combattimento massiccio con armi a distanza contro orde numerose di nemici;
  - Run 'n' gun: si può correre e sparare, nel senso che si controlla un personaggio appiedato con varie possibilità di movimento (salto, schivata) e spesso anche in grado di fermarsi.
- Videogioco stealth: gioco d'azione caratterizzato da ritmi generalmente più lenti (ma con eccezioni). La caratteristica principale è la necessità di non esser notati dai nemici, allo scopo di evitarli o ucciderli di soppiatto.
- Videogioco di sopravvivenza: in cui l'obiettivo principale del giocatore è riuscire a sopravvivere all'ambiente circostante, procurandosi delle provviste.
- Survival horror: il giocatore deve sopravvivere in un'atmosfera paurosa e cupa, quasi sempre accompagnata da creature e mostri presenti nell'ambiente circostante, il tutto influirà sulla sopravvivenza del giocatore.

#### Online
- Battle royale: I Battle royale sono un insieme di videogiochi generalmente online, in cui una grande quantità di giocatori (spesso oltre il centinaio) competono in una o più sfide (come gare, sopravvivenza in campo bellico, sfide di abilità, sfide al minuto o altro) procedendo all'eliminazione dei giocatori finché non ne rimarrà uno solo, il vincitore.

### Videogioco di ruolo
I videogiochi di ruolo o GdR (computer role playing game - CRPG) riprendono gli elementi tipici dei giochi di ruolo con carta e penna alla Dungeons & Dragons: importante componente narrativa, interpretazione e sviluppo di uno o più personaggi, ruoli e classi diversificati in combattimento. Rientrano nella categoria però anche videogiochi in cui l'interpretazione e la narrativa sono secondari rispetto allo sviluppo del personaggio.
- Action RPG: ibrida con i videogiochi di azione, prevedendo generalmente combattimenti rapidi e in tempo reale;
  - Souls-like: Particolare sottogenere degli Action RPG, solitamente in terza persona, con elementi GDR estremamente avanzati. Le ambientazioni dei Souls-like sono generalmente di stampo fantasy-medievale. Il nome deriva dalle saghe Souls capostipiti del loro sottogenere.
- Videogioco di ruolo alla giapponese (Japanese role playing game – J-RPG): GdR giapponesi che si differenziano principalmente per i combattimenti svolti a turni in una mappa separata rispetto a quella in cui ci si sposta;
- Roguelike: particolari GdR in cui lo sviluppo del personaggio viene annullato in caso di morte; in genere prevede anche che le mappe siano generate casualmente e i movimenti siano a turni. Il nome deriva da Rogue, videogioco capostipite del sottogenere.
- Dungeon crawler: Sottogenere GdR che presenta molte somiglianze con i Roguelike, differenziandosi da essi per l'ambientazione fantasy e per la presenza di labirinti noti come Dungeons, fortemente inspirati dal fantasy Dungeons & Dragons.

#### Online
- MMORPG (massively multiplayer online role playing game): videogiochi di ruolo in cui il mondo di gioco è condiviso tra numerose persone online; possono essere più o meno elaborati e prevedono uno sviluppo del personaggio più lento e meccanismi di interazione con gli altri giocatori (gilde, PvP);
- MUD (multi-user dungeon): gioco di ruolo online che fa uso di software per generare i dungeon, le città o altre zone in cui gli avventurieri possono interagire e combattere.

### Videogioco di simulazione

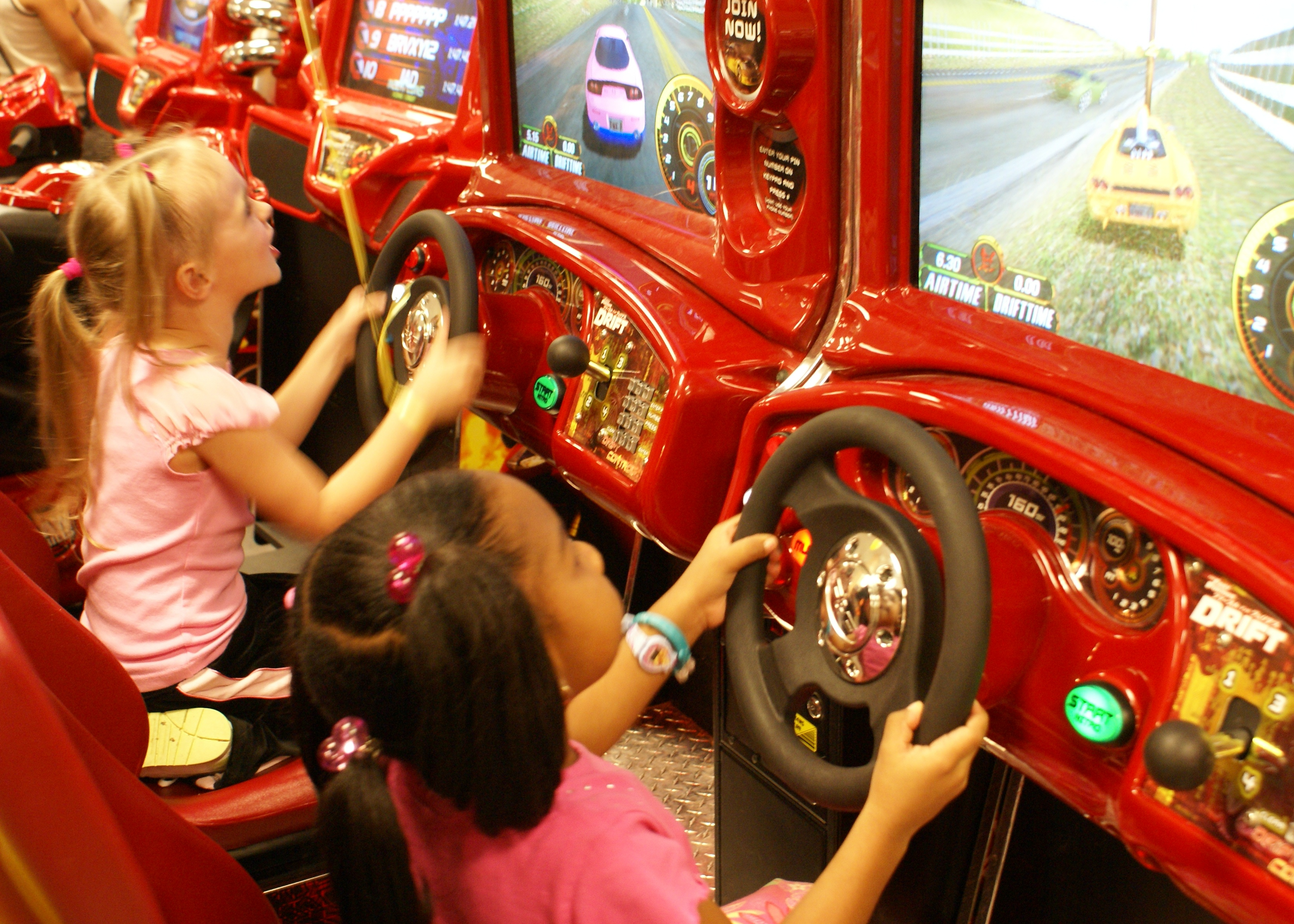
Due bambine che giocano in una macchina simulata

Simulano (simulation video-game) un aspetto della realtà che possa intrattenere il giocatore richiedendo un misto di strategia, fortuna, abilità. Categoria molto ampia e differenziata che spazia dalla simulazione di guida di veicoli alla simulazione economica, alla simulazione di rapporti sociali. Per tale ragione sono generalmente utilizzate le sottocategorie più che la categoria generale.
- Simulatore di guida: videogioco di guida in cui alcuni aspetti sono trattati in maniera realistica (sistema di guida, forze di attrito o accelerazione, danni ai veicoli, condizioni atmosferiche). Possono essere videogiochi o dei cabinati con riproduzione degli abitacoli. I più diffusi oltre quelli di automobilismo sono i simulatori di volo (con battaglie o pura simulazione con decolli e atterraggi), simulatori navali e sottomarini, simulatore di treni e simulatori di mezzi agricoli;
- Simulatore di vita (life-sim): videogiochi in cui si controlla uno o più individui dalla nascita alla morte; possono essere basati sulla simulazione di aspetti sociali come in Little Computer People e The Sims o simulare aspetti biologici ed evolutivi come in Spore, più recentemente è stato coniato il temine "cozy game" per quei giochi simulatori di vita con particolare focus sul rilassamento e sulla conduzione non-violenta, come Animal Crossing: New Horizons
- Videogioco gestionale o manageriale: (Rientra solitamente anche nel genere dei videogiochi strategici) simulano un'attività su cui il giocatore ha un controllo completo dal punto di vista economico-amministrativo-decisionale; il termine manageriale è usato in ambito sportivo, mentre quello gestionale per altri contesti; non si ha il controllo delle singole unità come negli RTS puri, ma un controllo indiretto;
  - Videogioco sportivo manageriale: i videogiochi manageriali si focalizzano sulla gestione di una scuderia o squadra potendo ad esempio fare acquisti, contrattare con gli sponsor, disputare varie competizioni (a volte permettendo al giocatore di prendere il controllo dei personaggi rientrando anche nella categoria degli sportivi); ne esistono di varia natura: calcio, automobili, ciclismo, pallacanestro, hockey su ghiaccio;
- Videogioco di divinità (god game): simulazione di un ambiente o intero mondo con cui il videogiocatore interagisce interpretando un dio; i videogiochi di questo tipo rientrano molto spesso anche nel genere strategico o gestionale.
- Sandbox: Genere di videogiochi in cui il giocatore può costruire, progettare o modellare una mappa (spesso illimitata) con infrastrutture e/o terraformazione. A seconda del titolo, un videogioco sandbox può avere caratteristiche degli adventure, dei life-sim, dei gestionali, dei platform e altri.

### Videogioco sportivo
Videogiochi che simulano discipline sia di squadra che individuali in cui il giocatore prende attivamente il controllo degli atleti/piloti durante le competizioni. Si differenziano in base allo sport:
- Videogioco di calcio: dedicato all'omonima disciplina, si può prendere il controllo di ogni giocatore della squadra disputando amichevoli, tornei, campionati;
- Videogioco di guida (racing game): il giocatore deve pilotare un veicolo, ad esempio auto o moto, in una gara per battere gli avversari umani o IA; si differenziano dai simulatori di guida per la loro natura arcade;
- Altri sport: baseball, football americano, golf, hockey, pallacanestro, skateboard, tennis, wrestling (a volte rientrano anche tra i picchiaduro).

### Videogioco di strategia

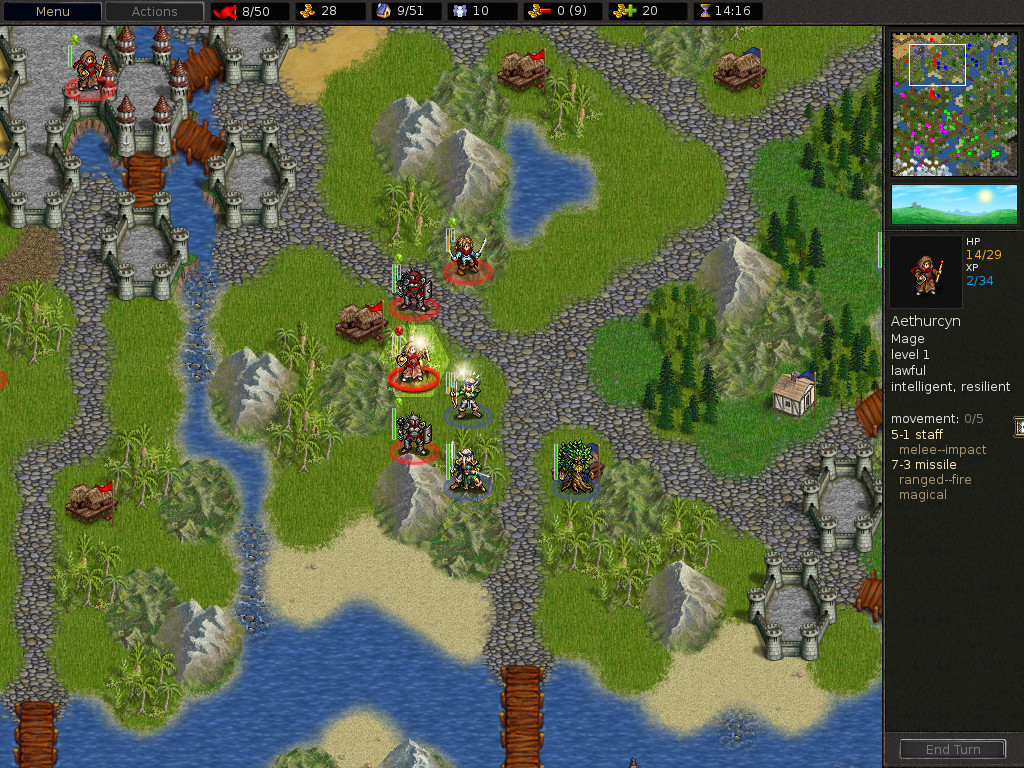
Battle for Wesnoth, un tipico videogioco strategico a turni, basato sul ragionamento

Videogiochi in cui le decisioni di un giocatore hanno un grande impatto sul risultato. Il giocatore è incaricato della microgestione, di unità ed abilità durante i combattimenti, oltre che una parte
gestionale-economica di macrogestione. La componente strategica può essere più o meno marcata in favore di una componente casuale.
- Videogioco strategico in tempo reale (real time strategy – RTS): l'azione di gioco è continua e le decisioni devono essere prese rapidamente;
- Videogioco strategico a turni (turn based strategy – TBS): l'azione di gioco è organizzata in turni, ossia agisce un giocatore alla volta e si ha un tempo maggiore per le decisioni.

#### Online
- MOBA (multiplayer online battle arena): i MOBA sono un sottogenere di videogiochi strategici in cui due squadre di giocatori combattono al fine di proteggere la propria base e distruggere quella avversaria.

### Party
I videogiochi party sono videogiochi costituiti da una serie di minigiochi di breve durata, pensati principalmente per il multigiocatore.

### Casual game
I casual game sono un genere di videogiochi caratterizzati da una struttura semplice, dalla breve durata e dal minore impegno e concentrazione richiesti al giocatore. Sono più comuni su dispositivi Mobile e PC (in questi ultimi spesso ve ne sono di preinstallati)

### Videogioco rompicapo
I rompicapo (puzzle game) sono videogiochi basati esclusivamente su uno o più enigmi che mettono alla prova l'ingegno e il ragionamento del giocatore. Molti altri generi includono la risoluzione di puzzle, ma questo tipo di giochi ne fanno il fulcro dell'esperienza. Si adattano in modo particolare ai dispositivi mobile.

### Videogioco musicale
Videogiochi basati sulla musica in cui il videogiocatore deve seguire il ritmo della canzone tramite una sequenza di movimenti, tasti, accordi. Possono richiedere hardware specifico per il gioco come controller a forma di strumento musicale, microfoni o rilevatori di movimento. I videogiochi di ballo rientrano anche tra gli exergaming.

### Videogioco educativi
Categoria di videogiochi in cui il ruolo ludico non è più lo scopo centrale della produzione, ma il gioco diviene lo strumento per fini educativi o formativi (edutainment) e sono quindi rivolti solo a determinate fasce di persone (che possono essere bambini, dipendenti, militari o altri).
- Videogioco educativo (serious game, edugame): lo scopo principale di questi videogiochi è l'educazione o lo sviluppo di determinate capacità (ad esempio logico-matematiche o linguistiche); rientrano nella categoria anche software di simulazione usati in ambiti specifici come per la formazione aziendale o in contesto militare;
- Videogioco a quiz: costituiti da una serie di domande a risposta multipla su una tematica specifica o generale;
- Exergaming: coniugano il divertimento allo svolgimento di esercizi fisici; utilizzano spesso rilevatori di movimento per valutare il risultato.

### Videogioco per adulti
Sono raccolti varie categorie di videogiochi che hanno tematiche sessuali predominanti e non adatti ai giovani, generalmente tali videogiochi rientrano anche sotto altri generi. Le tematiche erotiche e sessuali vengono spesso confusi come un unico genere, proprio per le tematiche che propongono al pubblico.
- Videogioco erotico (erotic video game): videogiochi che ruotano intorno all'eccitazione sessuale con allusioni e immagini erotiche ma non presentano scene di sesso esplicito;
- Videogioco pornografico (sex video game): videogiochi il cui contenuto sessuale è esplicito e centrale.

## Meccaniche di controllo
I videogiochi possono essere controllati in modi molto differenti e in alcuni casi è possibile usufruirne in modi differenti come nel caso di Half-Life 2 che a seconda della fase di gioco si deve o può utilizzare una o l'altra meccanica; le meccaniche di gioco principali sono:
- Testuale in questo caso è obbligatorio avere una tastiera per inserire il testo o metodi analoghi per poter inserire del testo, il quale caratterizza la meccanica di gioco, come nelle avventure testuali tipo Curses o varianti testuali di giochi su binari come The Typing of the Dead
- Punta e clicca il giocatore muove un puntatore, il quale a seconda del comando e all'oggetto selezionato si avranno delle azioni specifiche del personaggio di gioco, questo schema è tipico delle avventure grafiche, come The Dig.
- Controlli tank o Controlli 3D schema di controllo dove il movimento del personaggio è legato alla direzione in cui il personaggio sta guardando, piuttosto che alla direzione della telecamera in terza persona che può essere fissa o ad inseguimento, questa denominazione "tank" deriva dalla somiglianza dei movimenti del personaggio con quelli di un carro armato, un esempio di gioco che utilizza tale meccanica è Tomb Raider e Dino Crisis,[30] inoltre sono caratterizzati per un puntamento automatico o con una fase di puntamento manuale (variando l'inclinazione con su e giù) che inibisce il movimento come nel caso di Resident Evil nella sua versione occidentale.
- Controllo direzionale o Controlli 2D o Piano orizzontale o verticale (movimento o puntamento) lo schema di controllo dove il personaggio si muove in relazione alla telecamera in terza persona fissa o ad inseguimento, con il personaggio che proseguirà andando nella direzione della levetta analogica in relazione alla schermata di gioco, come nel caso di Silent Hill 4: The Room o nei giochi calcistici. inoltre sono caratterizzati per un puntamento automatico o con una fase di puntamento manuale (variando l'inclinazione con su e giù) che inibisce il movimento. I maggiori esponenti di questa meccanica di controllo sono i Shoot 'em up e videogiochi a piattaforme, a volte vengono definiti controlli direzionali come nel caso di DOOM che sono in prima persona che richiedono solo la tastiera o la croce direzionale del gamepad per potersi muovere oppure questi controlli servono per camminare e saltare come nel caso dei picchiaduro o per poter puntare come nei sparatutto su binari come The House of the Dead (in questo caso è possibile utilizzare anche la pistola ottica). Alcuni giochi permettono sia il movimento che il puntamento con la sola tastiera o croce direzionale o levetta, come nel caso di Metal Slug, questo perché il movimento è limitato in due direzioni (destra sinistra) e l'inclinazione del puntamento è legato al movimento e limitato a poche inclinazioni, altri giochi alternano il movimento al puntamento come nel caso di Metroid: Other M o alcuni videogiochi d'azione come Metal Gear Solid. I giochi di guida utilizzano una meccanica che rientra in questo schema, dato che necessitano solo della croce direzionale o levetta per svoltare a destra o sinistra (o cambiare corsia), mentre per avanzare o arretrare è necessario o la croce direzionale o levetta o dei tasti o grilletti dedicati, mentre la telecamera è vincolata alla direzione del mezzo.
- Piano orizzontale e verticale in questo caso il personaggio deve potersi sia muovere su due assi del piano (avanti, indietro, spostamento verso destra e sinistra) che puntare tramite due assi d'inclinazione (svolta destra e sinistra e inclinazione dello sguardo), tale schema è tipico dei sparatutto in prima persona come Quake e sparatutto in terza persona come Mafia: The City of Lost Heaven o alcuni videogiochi d'azione come Metal Gear Solid V: The Phantom Pain. alcuni di questi giochi permettono l'uso della pistola ottica per il puntamento, mentre il movimento è sempre legato alla croce direzionale o alla levetta di movimento, come nel caso di Conduit 2, Metroid Prime 3: Corruption, Resident Evil 4 (edizione Wii), Resistance 3 e Killzone 3, dove il puntamento nello schermo ha due fasi, uno dove il puntatore ricade nella zona centrale e non comporta nessuna rotazione della visuale o rotazione del personaggi, mentre quando il puntatore ricade nella zona più esterna si ha anche la rotazione destra o sinistra e l'inclinazione su o giù. I simulatori di volo utilizzano una meccanica che rientra in questo schema, dato che necessitano sia di controlli di puntamento per beccheggio che imbardata, sia controlli di movimento quali il rollio, in questo caso la croce direzionale o levetta è generalmente utilizzata per rollio e beccheggio, andando a simulare lo spostamento (inclinazione) della barra di comando, mentre altri tasti sono utilizzati per l'imbardata e simulare la rotazione (sull'asse verticale) della barra di comando.
- Gestualità si utilizza una periferica come una Webcam come l'EyeToy, PlayStation Eye e PlayStation Camera o sensore di movimento come il Microsoft Kinect, in questo caso il giocatore tramite dei movimenti codificati, va ad attivare dei comportamenti nel gioco, tale sistema può essere integrato nei giochi con controlli più tradizionali, come il gamepad ed in questo caso le gestualità sono utilizzate in modo limitato.
- Movimento spaziale 3D scenario tipico dei sistemi VR, dove il puntamento è legato al movimento della testa, mentre lo spostamento può essere tramite movimento continuo tramite croce direzionale, leva analogica o tapis roulant a 360°, oppure tramite salti/teletrasporto, alcuni visori possono consentire movimenti del capo quali le testate, come nel caso del PlayStation VR, tali visori possono essere associati a controlli tradizionali (gamepad) o controller spaziali (che permettono di muovere le mani nell'ambiente 3D del gioco), inoltre a seconda della tipologia di sistema VR è possibile giocare da seduti o integrare i movimenti del corpo (abbassarsi o fare piccoli scarti laterali o frontali).

## Modalità di gioco
I videogiochi possono essere usufruiti in vario modo, alcuni di essi permettono più modalità.
Una delle modalità principali è il giocatore singolo, dove il giocatore (da solo o in squadra con giocatori controllati dalla CPU) affronta un avversario o un gruppo di avversari controllati dal computer. In alcuni giochi non è presente l'avversario, ma uno scenario, oppure il giocatore deve superare delle prove di abilità, le quali possono essere a tempo o meno. Generalmente si ha una vista a schermo intero, ma alcuni titoli sono del tipo a schermo diviso dinamico come nel caso della serie Dragon Ball Z: Super Butōden o permanentemente diviso qualora il gioco prevede il controllo simultaneo di vari ambiti, oppure una vista in dettaglio e l'altra sulla situazione in generale con una mappa/tracciato come nei giochi del tipo 4X.
Un'altra modalità principale è il multigiocatore del tipo cooperativo o competitivo. Può svolgersi su una macchina unica oppure su più macchine connesse con qualche forma di rete informatica.
Su macchina unica può fare uso di schermo diviso o multi-monitor, in altri casi invece è normale che rimanga con un'unica schermata di gioco, ad esempio nel caso dei picchiaduro a incontri (giocando in due la schermata rimane unica).
Il gioco su più macchine può essere in rete locale (cablata o senza fili, con uno o più giocatori per macchina; nel caso le macchine connesse siano superiori a due si possono organizzare LAN party), oppure si può giocare online (con uno o più giocatori per macchina). Esiste anche una soluzione intermedia, dove i giocatori in LAN sono connessi online, in modo da garantire una migliore coordinazione nel gruppo di giocatori alleati in giochi a squadre online.
Esistono molte sottocategorie del genere multiplayer, la prima a essere sviluppata è quella a due giocatori in modalità sfida (1 vs 1), già presente in giochi storici come Tennis for Two e Spacewar!.
I titoli con modalità multigiocatore, nel caso essi siano del tipo multipiattaforma, possono consentire una interoperabilità trasversale più o meno estesa, che permette il cross-play tra macchine differenti (Console, console portatile, handheld computer, personal computer e telefono cellulare/smartphone).
Esistono anche altre modalità, come quella senza giocatori o CPU vs CPU o AI vs AI, dove il gioco viene eseguito in una modalità simulazione di partita o partita dimostrativa (non prederminata o non registrata). Esistono anche soluzioni che operano solo in questo modo, come il gioco della vita.
La maggior parte dei titoli può essere eseguita "in locale" in modalità fissa o portatile, come avveniva tradizionalmente. Con questo sistema il software del gioco viene eseguito nella macchina in uso dal giocatore e l'eventuale connessione internet viene sfruttata per lo scambio dati delle varie azioni ed eventi con gli altri giocatori, se si fa uso della modalità multigiocatore online.
Nel terzo millennio è comparso il cloud gaming (o gioco in streaming, gaming on demand, o gaming as a service) dove il videogioco non viene eseguito nella macchina del giocatore, ma nei server in remoto, i quali ricevono (comandi) e trasmettono (video) un flusso di dati con l'utente.
Alcuni giochi hanno un funzionamento ibrido, dove l'esecuzione è in locale, ma i progressi sono salvati in remoto; un esempio al riguardo è Gran Turismo Sport, il quale al termine del servizio online ha ricevuto un aggiornamento che ha permesso il suo utilizzo completamente offline (ad eccezione delle modalità che funzionavano esclusivamente online).
Le due modalità di gioco hanno rispettivi vantaggi e svantaggi, con rispettive richieste minime, infatti nel gioco in locale è necessario un hardware con specifiche caratteristiche prestazionali ed eventuali funzioni/caratteristiche per poter usufruire il titolo; mentre il gioco in streaming ha richieste hardware molto esigue, ma richiede una connessione internet ad alta velocità e relativi abbonamenti attivi per internet e servizi di gioco in streaming.
Le due modalità hanno problematiche specifiche; i giocatori in locale corrono il rischio di problemi hardware (usura e rotture), mentre per il cloud gaming le problematiche sono principalmente legate al servizio, quindi alla connessione internet (con relativo impatto sulla qualità video e latenza dei comandi ed eventuale possibilità di giocare) e dei server remoti (durata del servizio in streaming), con problematiche hardware limitate principalmente al controller e secondariamente al monitor/TV e modem.
Di conseguenza anche i vantaggi delle relative modalità sono differenti, infatti chi gioca in locale ha una stabilità di gioco e qualità mediamente superiore, oltre ad essere completamente indipendente (ad eccezioni delle modalità di gioco online); mentre chi gioca in streaming ha una versatilità di gioco massima, con la possibilità di usufruire ovunque dei propri titoli.

## Trucchi e hack
Alcuni videogiochi danno la possibilità di usare i trucchi (cheat) che permettono di alterare alcune parametri di gioco, come la vita, la potenza o altro, tra i trucchi più famosi si ha il codice Konami, utilizzato su tanti giochi sia nella sua iterazione originale, sia come effetto opposto.
Generalmente il trucco viene utilizzato per ottenere un vantaggio e rendere il gioco più facile, permettendo anche di superare punti difficili, ma in alcuni casi i trucchi non danno vantaggi di gioco, ma modifica l'estetica di gioco (come può essere l'effetto testa gigante) oppure modifica alcuni effetti acustici.
Per quanto riguarda gli hack, questi sono elementi o soluzioni che portano ad avere un vantaggio competitivo nel gioco e non è una funzione normalmente presente nel videogioco, ma viene fornita tramite soluzioni esterne ed il loro utilizzo se portato nelle sfide online viene considerato scorretto, tanto che hanno sviluppato sistemi per contrastarne la pratica, come il Valve Anti-Cheat o costringendo i cheater a giocare solo con altri cheater.
Lo sviluppo di hack viene considerata un'attività redditizia, il che ne promuove la produzione, anche se in alcuni stati quest'attività può essere considerata illegale e portare all'arresto di chi li produce, allo stesso modo anche gli utilizzatori (cheater) vengono puniti con il ban dalle varie piattaforme di gioco.

## Studi sulle conseguenze psicologiche
Una tappa importante nel campo degli studi psicologici, sociologici e didattici sui videogiochi fu la conferenza Video Games and Human Development: A Research Agenda for the '80s (lett. "Videogiochi e sviluppo umano: un campo di ricerca per gli anni 80") organizzata dall'Università di Harvard nel maggio 1983 con oltre 200 esperti. Rappresentò uno dei primi tentativi di organizzare l'allora nascente e spesso inconsistente campo della ricerca sui videogiochi. Rappresentò anche un primo ampio riconoscimento scientifico del potenziale dei videogiochi in campo riabilitativo e educativo. In conclusione ne emerse l'infondatezza della demonizzazione che spesso all'epoca veniva fatta contro i videogiochi, per gli effetti negativi che avrebbero sui giovani, come l'assenteismo scolastico.

### Disturbi e istigazione a comportamenti aggressivi: affermazioni e confutazioni
A partire dagli anni 1990 le controversie nei videogiochi hanno assunto un ruolo sempre più importante grazie ai mass media, che ha contribuito a sollevare il dibattito scientifico e sociale riguardo al ruolo dei videogiochi nella società, e ai loro effetti sulla psiche umana, tale dibattito è molto animato e ricco di interessamenti da parte di vari studiosi, e sta proseguendo con studi sempre più approfonditi.
Nel 2006 una ricerca dell'università dello Iowa, pubblicata sul Journal of Experimental Social Psycology, sarebbe giunta alla conclusione che chi gioca con videogiochi con violenza esplicita diventa meno sensibile alla violenza presente nel mondo reale.
La "desensibilizzazione" viene spiegata come "una riduzione delle emozioni in reazione ad atti violenti reali".
Utilizzare i giochi più violenti porterebbe non solo ad essere più violenti ma più aggressivi, intolleranti e meno altruisti.
Nella ricerca sono stati scelti 257 studenti di college (124 uomini e 133 donne) ai quali è stato chiesto di giocare a videogiochi scelti casualmente: alcuni con violenza esplicita (Carmageddon, Duke Nukem 3D, Mortal Kombat e Future Cop) e altri con violenza limitata (Glider Pro, 3D Pinball, 3D Munch Man e Tetra Madness).
Ai soggetti per tutta la durata dell'esperimento sono stati controllati i battiti cardiaci e la reattività epidermica. Dopo la "prova" ai volontari è stato chiesto di sedersi a guardare un video di 10 minuti contenente scene di violenza reali.
I ricercatori hanno evidenziato che coloro che avevano giocato con videogiochi violenti avevano avuto una reazione fisiologica analoga rispetto a quelli che avevano interagito con giochi non violenti durante la fase di gioco, ma presentavano una reazione assai minore alle immagini di violenza reale mostrate loro successivamente.
Raccolti tutti i dati dell'esperimento gli psicologi affermarono che sarebbero stati sufficienti 20 minuti di videogiochi violenti per diventare meno sensibili alle brutalità del mondo reale.
Ma gli psicologi si sono spinti oltre nelle loro conclusioni, definendo l'intera società del divertimento multimediale come una «macchina per la desensibilizzazione sistematica dell'individuo».
Il 4 luglio 2013 è stata condotta una ricerca, nota come Failure to Demonstrate That Playing Violent Video Games Diminishes Prosocial Behavior, da Morgan Tear e Mark Nielsen, dell'Università del Queensland in Australia.
In questo studio circa 160 studenti, tra i 17 e i 43 anni, sono stati impegnati giocando per un periodo di 20 minuti a quattro tipi differenti di giochi: Grand Theft Auto IV, Call of Duty: Black Ops, Portal 2 e World of Zoo.
Successivamente sono stati eseguiti dei semplici sondaggi d'apprezzamento dei videogiochi provati, che però inconsapevolmente per gli studenti erano determinanti per capire e comprendere i loro comportamenti dopo l'esposizioni ai videogiochi violenti e non.
Sebbene non è stato riscontrato alcun collegamento tra i giochi violenti e la violenza stessa in essi contenuta e i comportamenti successivi del giocatore, i ricercatori hanno concluso: "questo test forse non è la prova definitiva che i videogiochi non hanno alcun impatto sulle persone e sui loro comportamenti, ma riteniamo probabile che molte accuse e preoccupazioni nei loro confronti siano sbagliate o sproporzionate".

### Dipendenza
Secondo studi indipendenti dello psichiatra e neuroscenziato Manfred Spitzer i media digitali creano dipendenza, danneggiano la memoria e non sono adatti a favorire l'apprendimento in ambito scolastico.
Nel 2018 l'OMS ha incluso nell'ultima edizione del suo manuale diagnostico (ICD-11) la dipendenza da videogiochi (gaming disorder).
La Health Behaviour in School-aged Children nel 2022 ha utilizzato uno strumento chiamato "Internet Gaming Disorder Scale" per monitorare l'uso problematico dei videogiochi e le sue cause, evidenziando come l'uso problematico sia maggiore nell'età più giovanile e in particolar modo per il sesso maschile, nei quali si ha un maggior sentimento di "sentirsi assorbiti dai videogiochi", inoltre in buona misura (in modo trasversale) il videogioco viene utilizzato come strumento di fuga da stati d'animo negativi.

### Stimolazione del cervello
Già dai primi anni 2000, alcune delle potenzialità del medium videoludico vennero percepite per il trattamento benefico della sindrome da deficit di attenzione e iperattività. A parere di molti sociologi e psicologi, il videogioco favorisce una stimolazione del cervello dei giocatori, inducendolo ad agire in maniera differente rispetto all'usuale grazie alla immediatezza del messaggio visivo fornito dalle immagini. Steven Johnson, nel suo libro "Tutto quello che fa male ti fa bene", ha citato recenti studi di neuroscienze su come viene stimolata l'attivazione dei circuiti dopaminergici durante l'interazione con un gioco elettronico. Basandosi su quello che James Paul Gee definisce ciclo "indaga, ipotizza, reindaga, verifica", Johnson paragona l'attività conoscitiva che un giocatore svolge all'interno di un videogioco al metodo scientifico. Questo aspetto, tuttavia, viene talvolta considerato un ostacolo per un giocatore in età infantile o adolescenziale e quindi in fase di apprendimento: la comunicazione che proviene da un insegnante può risultare non sempre recepibile da un giovane abituato a messaggi prettamente visivi.
Secondo altri studiosi della materia, il videogioco sta contribuendo perciò a introdurre in questo inizio di III millennio – a dispetto del massiccio uso delle immagini che fa – un nuovo tipo di cultura che contrasta le precedenti, ossia quella orale e quella scritta. Questo dato di fatto si tramuta in timore davanti ad un altro genere di considerazione: se cioè l'effetto di questo intrattenimento si limiti semplicemente a rivedere gli stilemi culturali esistenti oppure se possa portare – interessando così una sorta di roboetica – alla creazione di un modello esistenziale di uomo-gioco.
Nel 2013 uno studio londinese ha messo in evidenza come alcuni videogiochi, ad esempio StarCraft, possono stimolare in modo diverso e maggiore il cervello di chi li utilizza. Due anni dopo, emblematico è stato il caso di Keith Stuart – giornalista di The Guardian – e di suo figlio Zac affetto da autismo: Stuart ha dichiarato di come il videogioco Minecraft abbia aiutato il figlio ad entrare in contatto con altre persone, grazie alla funzione multigiocatore che permette di giocare con altri utenti contemporaneamente, ed ha ricominciato a parlare con i suoi genitori coi quali aveva limitato i rapporti.
È stato osservato che in alcuni casi l'eccessiva stimolazione può portare all'effetto Tetris, che prende il nome dal celebre videogioco rompicapo Tetris.
Uno studio del 2018 ha dimostrato come alcuni videogiochi appositamente mirati possono essere utilizzati nel trattamento della dislessia. Nei casi in cui questa patologia è dovuta a problemi di attenzione visiva, è infatti possibile migliorare le capacità di lettura dei soggetti così trattati e quindi di fonologia.
Altri studi hanno dimostrato la loro efficacia nel rallentamento del declino cognitivo nei soggetti più anziani, risultante in un incremento della qualità della vita.

## Industria dei videogiochi
L'industria dei videogiochi è caratterizzata da molti fattori, che vanno dalla produzione, soluzioni tecnologiche, commercializzazione e interesse dell'utenza finale.

### Sviluppo dei videogiochi
Lo sviluppo dei videogiochi prevede il passaggio per diverse fasi; la prima fase riguarda l'ideazione e il recupero del materiale, risorse e capacità necessarie per la produzione del videogioco e di solito sono sufficienti pochi individui per questa fase, la quale si avvia con la presentazione del concetto di base che deve avere il videogioco o semplicemente l'idea del suo meccanismo base, che possono essere proposti da parte di uno studio di sviluppo a un editore.
Le meccaniche di gioco potrebbero richiedere soluzioni hardware specifiche, che generalmente non rappresentano una limitazione nello sviluppo del gioco sulle varie piattaforme, in quanto possono essere prodotti degli accessori per poter usufruire del titolo o rendere il titolo usufruibile anche con i comandi standard delle relative console, esattamente come nella maggior parte dei videogiochi musicali e ritmici, mentre in altri casi, come la serie Steel Battalion per Xbox necessita obbligatoriamente di un controller specifico per poter essere giocato, ma ci sono anche esempi di giochi che possono essere sviluppati solo per determinate categorie di console, come il primo Boktai per Game Boy Advance, il quale fa uso di un sensore di luce solare, la cui attivazione modificava le caratteristiche di gioco (sulla capacità di ricarica dell'arma principale), questa peculiarità limita lo sviluppo del titolo ai soli dispositivi mobili.
Se l'idea viene accolta a seguire viene definito il produttore, che assieme al game designer del videogioco pianifica le fasi di lavorazione e da quel momento il produttore gestisce gli aspetti pratici (dalle risorse economiche alla ricerca degli attori), scadenze, assembla e supervisiona la squadra degli artisti e programmatori, organizza i controlli e fa da tramite tra sviluppatore e editore, mentre il designer o "autore" del videogioco elabora il mondo, il funzionamento e le regole (il gameplay) del gioco in ogni minimo dettaglio e quindi le fissa nel game design document, un documento di svariate pagine al quale la squadra di sviluppo fa riferimento come a un testo sacro.
In queste prime fasi fino alla pubblicazione del titolo possono instaurarsi degli accordi per rendere un videogioco esclusivo o in esclusiva temporanea per una determinata piattaforma.
La seconda fase prevede l'aumento del personale ingaggiato per poter eseguire la programmazione e quindi viene eseguita una trasposizione del design videoludico dalla carta al mondo digitale, dove i programmatori devono cooperare con i disegnatori che creano tutto quello che si vede nel videogioco, dai personaggi agli ambienti; il tutto gestito dai level designer che definiscono le mappe (corridoi, stanze e porte), decidono il posizionamento degli elementi (armi e nemici), stabiliscono come e quando accadono determinati eventi (come la comparsa di bonus o pubblicità), congegnano missioni ed enigmi (con il procedere dello sviluppo, i primi livelli possono essere sottoposti a revisioni integrali o addirittura cestinati).
Durante questa fase si può decidere se ampliare o restringere l'offerta finale sulle varie piattaforme (fisse o mobili) e relative generazioni, in quanto in linea di massima le prestazioni hardware non sono una vera limitazione sulla distribuzione multipiattaforma in quanto il problema può essere eluso cambiando lo stile grafico, scalando la complessità poligonare e modulando gli effetti grafici, affidandosi o meno a diversi motori grafici ed eventualmente rivedere anche la prospettiva di gioco o passare da una grafica 3D al 2D, esattamente come nella maggior parte dei giochi calcistici o come nel caso di Ghostbusters: Il videogioco, dove il titolo viene adattato alle caratteristiche hardware delle varie console (fisse e portatili) e generazioni (6º, 7º e 8º generazione).
Per sviluppare alcuni giochi, soprattutto quelli incentrati su una storia o trama, si può ingaggiare anche uno sceneggiatore, in gergo writer, che si occupa dei dialoghi, degli inserti di testo ed eventualmente della trama (in genere è uno scrittore professionista con trascorsi nel fumetto, nel romanzo o in televisione). Come esempi si ha John Milius, regista di Conan il Barbaro, che ha collaborato alla sceneggiatura di Medal of Honor: European Assault, oppure lo scrittore Tom Clancy, che ha ideato diverse serie (Rainbow Six e Splinter Cell) tratte peraltro dai suoi best seller.
Gli ultimi artisti a essere coinvolti sono gli ingegneri del suono (addetti agli effetti audio) e i musicisti (compongono la colonna sonora e le canzoni di accompagnamento) oltre alle fasi di doppiaggio, nelle quali possono essere ingaggiati attori.
In tutto questo i programmatori sono chiamati a stendere migliaia e migliaia di righe di codice, utilizzando svariati linguaggi di programmazione, i più diffusi per PC e console sono C, C++ e assembly, anche se si affidano ad ambienti di sviluppo e strumenti che snelliscono il lavoro e abbattono costi e tempi di produzione.
La terza fase si ha quando la lavorazione si appresta al termine, correggendo il più possibile le lacune e problematiche emerse durante la fase di verifica finale del videogioco, ed è molto più scrupolosa di quella effettuata durante lo sviluppo del videogioco; infine con il via libera dell'editore si manda in stampa il prodotto o lo si pubblica digitalmente, provvedendo anche alla pubblicizzazione dello stesso.

### Produzione e commercio
Da fine XX secolo in poi l'industria dei videogiochi ha acquisito sempre più importanza, la produzione di videogiochi moderni richiede da parte dei grandi editori/produttori investimenti per decine di milioni di euro arrivando alle centinaia di milioni per le produzioni più costose, ma può comunque riguadagnare tutto il budget speso in poco tempo, ma al contempo esiste anche il modello del videogioco indipendente, che generalmente è caratterizzato da investimenti ed introiti minori e generalmente basati su una complessità minore. La sola GameStop, nel 2007, ha fatturato 5,56 miliardi di dollari. Nello stesso anno, per la prima volta nella storia, l'industria dei videogiochi ha superato come volume d'affari l'industria musicale.
Il videogioco più costoso al mondo è Destiny, prodotto dai Bungie Studios che hanno stanziato un budget di circa 500 milioni di dollari per il progetto, di cui 360 milioni solo per la promozione del prodotto, utilizzando quindi 120 milioni in più rispetto al film più costoso di sempre, ovvero Pirati dei Caraibi - Oltre i confini del mare. Grand Theft Auto V, con un budget di 260 milioni di dollari stanziati da Rockstar Games, ha incassato più di 800 milioni nelle prime 24 ore dopo la messa in vendita e dopo soli tre giorni ha raggiunto il miliardo di dollari e i 15 milioni di copie vendute, infrangendo 7 record mondiali contemporaneamente ed entrando di conseguenza nel Guinness dei primati.

#### Categorie produttive
I videogiochi possono essere suddivisi in queste categorie:
- AAA sono titoli ad alto costo (generalmente superiore a 50 milioni di dollari), dalla produzione faraonica in stile blockbuster, quindi realizzati da studi composti da centinaia di persone. Esempi illustri della categoria sono GTA V, The Elder Scrolls, Assassin’s Creed, Final Fantasy, Red Dead Redemption II e The Callisto Protocol.
- Indipendenti (indie), videogiochi realizzati da piccoli studi autofinanziati spesso comprendenti meno di dieci individui, a volte anche da una sola persona, esattamente come accadeva nell'epoca delle piattaforme a 8 e 16-bit, con un fondo per lo sviluppo variabile da poche centinaia di dollari fino al milione di dollari. Esempi illustri sono Stray, Stardew Valley, Hades, Hotline Miami, Limbo, Transistor, Bastion, Undertale, Celeste, Disco Elysium e Hollow Knight
- AA sono una via di mezzo tra la categoria indie e AAA, parliamo in questo caso titoli di fascia media con valori produttivi più alti di quelli di un gioco indipendente ma più bassi rispetto ai costi di un AAA. Esempi illustri sono Biomutant, Psychonauts 2, It Takes Two, A Way Out, Life Is Strange e PlayerUnknown's Battlegrounds.

Queste categorie possono essere realizzate da diverse categorie di studi per videogiochi, che possono essere suddivisi in:
- Prima parte / First party, sono studi di sviluppo che appartengono alla società proprietaria della macchina/sistema di gioco. Tali studi rimangono integralmente interni alla società, che finanzia le attività e dà direttive. Generalmente questi titoli sono disponibili per una piattaforma specifica, quella della società che la possiede, e generalmente i videogiochi prodotti sono della categoria AAA o AA.
- Seconda parte / Second party, si tratta di studi di sviluppo con proprietà esterna alla società della macchina/sistema di gioco, ma causa accordi instaurati con la stessa, sviluppano giochi o serie specifiche esclusivamente per tali piattaforme in cambio di finanziamenti per tali progetti, mentre per quanto riguarda i diritti sulla proprietà intellettuale lo studio potrebbe esserne proprietario, oppure usufruire delle licenze dell'azienda. Nel primo caso è possibile che a distanza di tempo (concordato) il titolo possa essere presentato su altre piattaforme. Generalmente i videogiochi prodotti sono della categoria AAA o AA, ma possono essere prodotti anche titoli della categoria indipendente tramite una sottodivisione interna.
- Terza parte / Third party, sono studi che non hanno alcun legame con la società proprietaria della macchina/sistema di gioco, quindi tutti coloro che sviluppano senza la partecipazione di una casa produttrice di console e quindi senza finanziamento, né direttive. In questo caso la promozione sarà appannaggio dell'editore esterno o dallo studio stesso. Generalmente da questa categoria di studi possono essere prodotti videogiochi di qualsiasi categoria, dagli indipendenti a AAA.

#### Primati
Ecco una lista dei 5 videogiochi più costosi aggiornata a inizio 2015:
1. Destiny (2014), 500 milioni di dollari (140 milioni allo sviluppo, 360 milioni alla promozione)
2. Grand Theft Auto V (2013), 260 milioni di dollari (divisi quasi equamente tra sviluppo e promozione)
3. Call of Duty: Modern Warfare 2 (2009), 250 milioni di dollari (50 milioni allo sviluppo, 200 milioni alla promozione)
4. Star Wars: The Old Republic (2011), 200 milioni di dollari
5. Final Fantasy VII (1997), 145 milioni di dollari (45 milioni allo sviluppo, 100 milioni alla promozione)

Non sempre il maggiore costo di un prodotto equivale ad un maggiore profitto, inoltre i franchise videoludici più redditizi non sempre corrispondono ai videogiochi più venduti.

#### Modello di finanziamento
Il finanziamento dei giochi sono principalmente basate sui seguenti modelli di monetizzazione:
- Modello Premium (B2P, da buy to play), si tratta del modello più utilizzato fino a inizio del terzo millennio, dove l'utente acquista il gioco o al più lo noleggia. Questo modello di monetizzazione può essere corredato da aggiunte acquistabili a parte quali DLC (contenuti scaricabili e relativamente marginali) o espansioni (che estendono il gioco in modo importante, come una campagna alternativa o una sua forte estensione, oppure nuovi elementi e personaggi con nuove modalità di gioco). Allo stesso tempo questo modello economico può far affidamento all'Accesso anticipato, che permette la raccolta di fondi durante lo sviluppo del gioco, vendendo delle copie giocabili dello stesso, generalmente ad un prezzo agevolato.
- Freemium (P2P, da pay to play), si tratta di una versione di gioco gratuita ma limitata nel contenuto o nelle meccaniche, le quali possono essere sbloccate dietro pagamento, oppure un modello dove il gioco risulta utilizzabile solo dietro un servizio a pagamento, come nel caso di World of Warcraft.[72]
- Free-to-play (F2P), nella sua forma originaria o pura si tratta di giochi completi che possono essere usufruiti in modo completamente gratuito, ma che si distinguono dai freeware (che sono gratuiti e liberi da pubblicità), questa tipologia di gioco è utilizzata principalmente per attirare l'attenzione o se adeguatamente munita di inserzioni pubblicitarie garantire un reddito, ma in altre sue varianti presentano una sezione a pagamento o negozio virtuale che funzionano con valuta reale.
A seconda di come viene integrata questa funzione si può avere il modello ibrido, dove la componente a pagamento riguarda solo gli elementi di arredo ed estetici, oppure si può avere un modello impuro dove la componente a pagamento permette di ottenere potenziamenti e vantaggi o la rimozione di limiti il che può trasformare il modello di gioco in "pay-to-win" se questi acquisti sono necessari per vincere le partite e poter così proseguire nel gioco o come "free-to-start" (definizione data da Nintendo) se questi acquisti sono necessari per la progressione del gioco accedendo ad aree altrimenti inaccessibili.[73]

Nel terzo millennio si è fatto sempre più uso delle microtransazioni e delle loot box (scatole premio o scrigno del tesoro), dove le microtransazioni possono essere utilizzate anche per ottenere premi a sorpresa; quest'ultime accusate di essere una forma di gioco d'azzardo dopo il risultato di studi al riguardo, tanto da sollevare l'attenzione dell'Unione europea, dopo che alcune nazioni membre hanno già intrapreso azioni al riguardo.
Esistono anche altre forme di finanziamento alternative, come le raccolte fondi del tipo crowdfunding (finanziamento collettivo), quali Kickstarter, applicata per giochi di ogni genere come nel caso di Broken Sword 5: La maledizione del serpente, Divinity: Original Sin, FTL: Faster Than Light, Yooka-Laylee, SUPERHOT, The Banner Saga e Undertale.

#### Distribuzione
I vari titoli possono essere forniti agli utenti in vari formati e modalità, la suddivisione principale è: fisico (retail e quindi vendita al dettaglio) o digitale.
Il formato fisico comporta l'acquisto di un supporto di memoria mentre il formato digitale si basa sul download, mentre la distribuzione, per il gioco fisico può avvenire sia tramite negozio fisico, sia come ordine da un mercato online, mentre per il mercato dei giochi digitale esistono diverse piattaforme di distribuzione digitale, ma esiste anche una loro distribuzione tramite codici di riscatto, venduti come i classici videogiochi fisici.
Negli anni 2010 si è visto un aumento della distribuzione digitale, tale da sovrastare quella fisica, la quale ha sempre più sofferto delle correzioni al lancio e durante il ciclo vitale del gioco, con aggiornamenti anche particolarmente voluminosi, rendendoli di fatto paragonabili a un videogioco in formato digitale, se non per il fatto di poter usufruire del gioco anche senza una connessione internet (per i videogiochi che prevedono una modalità storia a giocatore singolo).

#### Localizzazione e doppiaggio
La localizzazione di un prodotto non è soltanto una traduzione, ma corrisponde a renderlo fruibile in un altro paese, come con l'inserimento dei sottotitoli e l'arrangiamento del testo per la relativa cultura, compresi manuali e materiale promozionale, mentre il doppiaggio prevede anche il rifacimento del parlato.
Storicamente la localizzazione ha interessato prima manuali e confezioni, per poi estendersi sempre più anche ai contenuti del gioco.
Inizialmente molte traduzioni in italiano dei testi erano non ufficiali e pedestri e provenivano dal mercato della pirateria, che a causa del vuoto legislativo poteva essere praticata anche da società regolarmente registrate.
Un motivo che può portare a non tradurre un titolo è l'importante estensione dei testi, come nei titoli narrativi, un esempio è The Invincible.
I primi esempi di doppiaggio, anche se con voci molto robotiche, si hanno con Berzerk e Spike, entrambi usciti nel 1983 e in inglese, ma il suo uso venne normalizzato molti anni dopo con la popolarità del CD, mentre tra i primi titoli con doppiaggio in italiano da professionisti si hanno Sam & Max Hit the Road (1993) e Gabriel Knight 2: The Beast Within (1995), ma nello stesso periodo venivano tradotti in italiano anche da doppiatori non italiani o non professionisti Inca II: Wiracocha del 1993 e Alone in the Dark 3 nel febbraio 1995. Un episodio degno di nota per il pessimo doppiaggio è Half-Life 2, che nelle riedizioni successive non presentò neanche i sottotitoli tradotti.
Il fenomeno del doppiaggio ha visto una sua espansione e professionalizzazione sempre crescente con le generazioni successive, per stabilizzarsi con la settima generazione delle console, mentre successivamente con la nona generazione delle console si è visto una riduzione dei doppiaggi e in alcuni casi l'esclusione anche della traduzione, con una contrazione del numero delle localizzazioni per singolo gioco, dove in alcuni casi venne reso disponibile a posteriori come DLC o MOD.
Oltre alla sua variabilità nel doppiaggio nelle varie lingue, vi è anche uno sviluppo nel luogo di doppiaggio, infatti inizialmente questi doppiaggi in molti casi venivano effettuati in Inghilterra anche per le lingue non anglofone, successivamente nel terzo millennio il doppiaggio in italiano avvenne in Italia, alternando Roma e Milano o in alcuni casi in entrambe le sedi.

#### Mercato
Il mercato dei videogame è nel 2023 composto da 3,7 miliardi di videogiocatori (PC, console e smartphone), di cui il 10% circa si procura l'hardware specifico per videogiocare (PC da gioco e console).
La distribuzione dei videogiocatori su console si trova per la maggior parte negli Stati Uniti, seguiti dal Giappone, UK/Irlanda, Germania/Austria/Svizzera, Francia, Italia, Spagna/Portogallo, Canada, Australia/Nuova Zelanda e Scandinavia, evidenziando come la maggior parte del mercato è concentrato in Nord America ed Europa.
Gli smartphone con touch screen sono un punto di ingresso per miliardi di giocatori e l'industria dei videogiocatori cerca di convertirli in giocatori che investono in hardware.
I videogiochi si sono trasformati da hobby di nicchia a fenomeno globale, in quanto dal 2016 al 2021 si è registrato un tasso di crescita del 76,8%. Questa popolarità è stata favorita anche dalla Pandemia di COVID-19. Il tempo medio trascorso dai giocatori sui videogiochi è di 13 ore a settimana.
Nel 2023 l'età tipica di un giocatore di videogiochi (PC, console e smartphone) è di 33 anni e il 76% di tutti i videogiocatori è maggiorenne (18 o più anni), nel dettaglio il 36% ha tra 18 e 34 anni, il 24% meno di 18 anni, il 13% tra 35 e 44 anni, il 12% tra 45 e 55 anni, il 9% tra 56 e 64 anni, mentre il 6% ha 65 anni o più, inoltre non si riscontrano differenze significative tra maschi (52%) e femmine (48%)
Altre statistiche sempre del 2023 e maggiormente focalizzate in Italia e che suddividono differentemente i videogiocatori totali (PC, console e smartphone), evidenziano come il 45% dei giocatori hanno 24 o meno anni, più nel dettaglio il 25% ha tra 15 e 24 anni, il 20% tra 6 e 14 anni (9% tra 6 e 10 anni e 11% tra 11 e 14 anni), 16% tra 25 e 34 anni, 15% tra 35 e 44 anni e in complessivo 24% tra i gruppi dei 45-54 anni e 55-65 anni. Si registra anche una flessione dell'8% dei videogiochi (più marcato per le distribuzioni digitali con un -21% e che rappresentano il 36% del mercato, contro un -5% del fisico che rappresenta il 16% del mercato, contro un +4 delle app che rappresentano il 47% del mercato) per via di un ritorno alla normalità dopo la pandemia covid, inoltre i videogiocatori utilizzano i dispositivi mobili nel 71% dei casi, la console del 43% dei casi e il PC 35% dei casi, evidenziando anche come non sempre ci si limita ad un unico strumento per videogiocare.

#### Problematiche temporali e truffe
Lo sviluppo dei videogiochi può incorrere in diverse difficoltà, che possono portare anche alla mancata pubblicazione del titolo, anche se il gioco può risultare completo, come nel caso di Warcraft Adventures: Lord of the Clans. In altri casi il gioco viene annunciato, ma il supposto sviluppo si protrae indefinitamente, in questo caso prendono il nome di vaporware, come nel caso di Duke Nukem Forever, un altro esempio a riguardo può essere Star Citizen.
Nel caso di un videogioco che viene reso disponibile agli acquirenti, la velocità con la quale viene venduto e corrette le eventuali problematiche possono influenzare la percezione dello stesso, come nel caso di Days Gone o Cyberpunk 2077. In alcuni casi queste dinamiche possono portare anche al fallimento del produttore, come nel caso di The Lord of the Rings: Gollum.
Altri casi invece le dinamiche sono paragonabili alla truffa, come nel caso di The Day Before, dove i produttori hanno chiuso lo studio (Fntastic) dopo quattro giorni, dopo aver presentato un gioco che non ha mai avuto l'obbiettivo di rispettare le dichiarazioni fatte,
Esistono anche situazioni ambigue come Spacebase DF-9, in quanto il gioco uscito sotto la formula accesso anticipato vide lo sviluppo ufficiale abbandonato a causa dei guadagni inferiori alle aspettative, ma grazie alla pubblicazione del codice sorgente il gioco ha proseguito lo sviluppo da parte di volontari.

### Problematiche tecniche e di standard
L'industria dei videogiochi deve scontrarsi con alcune problematiche che possono affliggere le realizzazioni videoludiche, quali:
- Balbettio (stuttering), che si manifesta con uno scorrere non omogeneo delle immagini, problematica che può essere limitata o risolta con il variable refresh rate
- Strappo (tearing), che si manifesta con immagini spezzate, problematica che può essere risolta con il V-sync

Inoltre l'industria deve imbattersi nelle limitazioni tecniche delle macchine su cui deve operare o vuole operare senza redigere versioni alternative dell'opera, infatti a seconda della macchina che deve gestire l'opera (in ambito console la situazione è relativamente semplice e potenzialmente equilibrata, mentre in ambito PC la complessità è di molto maggiore per via dell'enorme variabilità hardware), si possono incorrere in limitazioni differenti che possono essere la risoluzione, frequenza dei fotogrammi, il dettaglio poligonare, il dettaglio delle texture, il numero dei personaggi (generalmente NPC o giocatori in locale), il limite dell'orizzonte (quanto si può vedere distante), di solito l'opera viene pensata principalmente per un certo tipo di macchina e poi adattata alle altre (in ambito PC tramite le impostazioni di gioco, in ambito console tramite il porting).
Incorrono anche limitazioni dettate dalla regionalità delle macchine (in particolar modo per le console) e del periodo storico, problemi pressoché superati con l'introduzione dell'HDTV, che ha permesso una maggiore omogeneità e di ridurre il divario tra console e PC; Difatti si può avere il rapporto d'aspetto come 4:3 e 16:9 (più raramente in 14:9 i quali di solito sono in letterbox nei 4:3 come in molti videogiochi per Sega Saturn), la risoluzione e frequenza (come PAL e SÉCAM a 576i×50 Hz e NTSC a 480i×60 Hz); quest'ultima in molti casi influiva anche sulla velocità del gameplay, almeno fino alla quinta generazione delle console (i videogiochi PAL risultano più lenti rispetto ai videogiochi NTSC), mentre la risoluzione differente può in alcuni casi portare ad una schermata schiacciata verticalmente (bande nere sopra e sotto l'immagine), difetto che ha colpito soprattutto la sesta generazione delle console come nel caso di Devil May Cry; fattore meno noto è il pixel aspect ratio differente da 1, quindi con un rendering anamorfico, soluzione tipicamente utilizzata dalle console che non utilizzano il formato HDTV come risoluzione principale, dove la scena 16:9 o 4:3 viene renderizzata con una griglia più stretta o bassa, andando così a ridurre il dettaglio in quel verso oltre a poter creare difetti con l'interfaccia di gioco o sulla corretta riproduzione delle immagini a monitor; Questi parametri dettati dalle tecnologie in voga nel corso del tempo sono a volte corretti con patch amatoriali oppure i titoli vengono riproposti dalle aziende produttrici con le dovute correzioni per adattarsi ai nuovi modelli in uso nel periodo corrente, come il rifacimento integrale dell'opera, la rimasterizzazione con l'adeguamento dei parametri e delle texture, oppure effettuare un rilancio rivedendo l'opera, in alcuni casi viene fatta una virtualizzazione o porting, quindi non vi è alcuna alterazione, ma un adeguamento o emulazione/simulazione per usufruirne su altre macchine.
Una menzione speciale la si deve per i dispositivi con monitor incorporato e che possono avere risoluzioni e rapporti d'aspetto personalizzate e che generalmente hanno titoli dedicati o versioni dedicate e quindi si hanno pochi casi di opere che oltre ad essere presenti su console fisse e mobili sono anche identiche nella trama, in quanto risulta complesso riuscire a garantire la stessa esperienza d'uso; Bisogna dire come la Wii U (console fissa ibrida con doppia uscita video TV+pad) che per il GamePad utilizza un monitor con una risoluzione considerabile canonica, con un formato di 16:9 480p, ha dato il via ad un'unificazione video tra i due modi d'uso (in quanto in molti titoli poteva essere utilizzato anche solo il pad per poter videogiocare), mentre per la prima console ibriba (console portatile con supporto a parte per renderla fissa) si ha la risoluzione canonica di 720p, mentre per la prima console (in questo caso basata su sistema operativo Windows) esclusivamente portatile si deve attendere ASUS ROG Ally con schermo FHD (1920 x 1080) 16:9 fino a 120 Hz.

### Soluzioni specifiche
Il mercato dei videogiochi ha stimolato la produzione di soluzioni per migliorare l'esperienza di gioco, tra cui:
- Software
  - Antialiasing, soluzione studiata per ridurre l'effetto dentato nelle applicazioni 3D e permettere una vista più gradevole dei poligoni
  - Anti-lag, soluzioni tramite driver grafici che permettono di ridurre/migliorare la catena ed il ritardo tra comandi dell'utilizzatore e l'immagine a schermo, soluzione che permette di sincronizzare in modo ottimale il lavoro del processore con la scheda grafica[100], ma anche di altri componenti come il mouse e/o lo schermo[101], questa funzione richiede hardware e driver compatibili con tale soluzione, che nelle versioni più spinte (efficaci) può richiedere anche dei titoli videoludici compatibili.
  - Decompressione dati tramite GPU, soluzione API utilizzata per abbattere i tempi di caricamento dei file, riducendo sia i trasferimenti dei dati (i dati compressi della memoria ROM sono caricati direttamente nella GPU) che di decompressione (elaborati dalla scheda grafica che è più efficace ed efficiente in queste operazioni)[102][103]
  - Librerie grafiche, soluzioni che permettono di sfruttare l'hardware senza conoscerne il funzionamento specifico, oltre a facilitare l'intercompatibilità; le librerie maggiori sono DirectX, OpenGL e Vulkan
  - Simulatore tecnica che permette di introdurre funzioni avanzate, come il riverbero e occlusione o filtro di ostruzione dell'audio o l'effetto del ray tracing, in modo da compensare l'assenza di hardware specifici o di migliorarne l'effetto[104]
  - Sincronizzazione verticale, soluzione atta a ridurre il tearing, in quanto evita la generazione di troppi fotogrammi i quali non vengono correttamente gestiti dal monitor, l'inconveniente del v-sync è il suo potenziale impatto negativo (dipende dall'implementazione) quando non vengono raggiunti i fotogrammi massimi visualizzabili a monitor, in quanto può impattare negativamente sulla fluidità delle immagini, motivo per cui sono stati sviluppati diversi v-sync, come il v-sync adaptive.
- Hardware
  - Acceleratore hardware, soluzione che permette di sgravare la CPU da specifici compiti.
    - Accelerazione 3D, soluzione che ha permesso un importante incremento di prestazioni nella realizzazione di ambienti 3D, soluzione che ha debuttato con la Voodoo 1 della 3dfx.
    - Accelerazione Ray tracing, soluzione che ha permesso l'implementazione in tempo reale di una tecnica di ray tracing, che ha debuttato con la GeForce 20 series.

  - Game port, soluzione hardware che permetteva l'utilizzo di gamepad per videogiochi.
  - Periferiche dedicate, soluzioni che migliorano la fruibilità dei videogiochi, un esempio è la pistola ottica e suoi simili, il gamepad nelle sue varianti, il joystick e la sua evoluzione per titoli di volo, la cloche, il visore per la realtà virtuale, ecc.
  - DMA, soluzione che permette il trasferimento diretto tra il dispositivo di I/O e la memoria fisica, senza impegnare la CPU utilizzando parte del canale fisico del BUS (mentre il DVMA invece accede nello spazio indirizzi virtuale)
  - Porta AGP, soluzione studiata per la computer grafica 3D in generale (tra cui rientrano anche i videogiochi), che permette alla scheda grafica (GPU) di accedere direttamente alla memoria RAM del computer attraverso lo spazio indirizzi virtuale, in modo da poter gestire più agilmente le texture e gli oggetti 3D molto voluminosi, permettendo a videogiochi e applicazioni sempre più assetati di potenza grafica di girare più fluidamente, il procedimento fa uso del GART.[105]
  - Variable refresh rate, soluzioni atte a ridurre il tearing e stuttering, rendendo l'esperienza più fluida, questa tecnica viene adottata dai monitor capaci di variare il framerate di aggiornamento, i maggiori esponenti sono FreeSync e G-sync[106]

### Tecnologie introdotte
Durante la storia dei videogiochi vennero utilizzate varie tecnologie atte a migliorare la capacità espressiva dei videogiochi e immersione negli stessi, dai videogiochi testuali, ai videogiochi vettoriali, in grafica 2D (Grafica raster e Sprite), 2.5D, 3D, Stereoscopia e realtà virtuale.
Queste soluzioni non sempre impongono un nuovo standard, rendendo le soluzioni precedenti desuete, ma in alcuni casi rappresentano solo una nuova opportunità, che possono essere più o meno adottate ed eventualmente abbandonate.
La tecnologia dell'illuminazione si ha a partire da alcuni videogiochi 2D, facendo diventare i sprite più scuri quando questi si spostano in zone contrassegnate come in ombra, successivamente questa soluzione venne ulteriormente migliorata introducendo vari effetti di luce, con l'introduzione dei videogiochi 3D con o senza texture (e ibridi 2D + 3D come in alcuni 2.5D) si introduce una gestione più complessa dell'illuminazione, come il metodo Lambert (oggetto illuminato o no), poi con il metodo Phong (che introduce alcune caratteristiche degli oggetti come la riflettività e brillantezza), seguirà l'illuminazione globale (che introduce l'illuminazione riflessa), che può essere semplificata con la tecnica dell'illuminazione globale statica, dove l'illuminazione viene precalcolata ed è quindi immutabile, successivamente venne introdotta l'occlusione ambientale che gestisce la riduzione dell'illuminazione in ambienti chiusi.
Una delle ultime soluzioni dedicate all'illuminazione è il Ray tracing che essendo molto impattante sulle prestazioni non ha visto la sua adozione prima del secondo decennio del terzo millennio, inoltre tale soluzione può essere di vari tipi, con applicazioni ibride più o meno spostare sull'uso del ray tracing.
La tecnologia sulle ombre, si palesa durante l'evoluzione dei videogiochi 2D, successivamente venne adottata con i giochi 3D, come texture proiettata al suolo o poligoni più o meno complessi, la soluzione della texture può essere semplice o tramite sprite sincronizzati al modello 3D, come in Crash Bandicoot 3: Warped, oppure possono utilizzare più soluzioni in base alla distanza, passando da non avere ombre (alle grandi distanze), alle ombre 2D ed infine alle ombre poligonali (a distanza ravvicinata) come in Call of Cthulhu: Dark Corners of the Earth, inoltre queste possono essere di tipo statico (che possono seguire i movimenti del personaggio ma non vengono alterate dalla posizione della luce) o dinamico/tempo reale (che si deformano sotto l'effetto della luce) come in Nocturne o Silent Hill: Shattered Memories, inoltre possono interagire o meno con lo stesso modello del personaggio tramite la tecnica del Self-shadowing come in Resident Evil Code: Veronica, la quale rappresenta una delle tante soluzioni degli Shader; che permettono l'applicazione di effetti sulle superfici che ne migliora la tridimensionalità, come il Bump mapping (con parti che s'illuminano di meno), Normal mapping (che simula l'effetto di un corpo 3d) e Parallax mapping (che introduce l'effetto di parallassi).
La tecnica del tempo reale o ciclo giorno notte non sempre è integrato, in quanto richiede un'ottima gestione delle luci e ombre, un esempio al riguardo è Grand Theft Auto V, ma che di contro può rendere alcune fasi di gioco poco gradevoli, in quanto non sempre l'illuminazione in una data ora riesce ad esaltare la scena come in un orario differente, inoltre la gestione della luce può caratterizzare anche un videogioco, rendendola di fatto una meccanica principale, come in Alan Wake.
La tecnica dell'animazione dei personaggi si ha a partire dai primi videogiochi vettoriali, andando a perfezionarsi nei titoli a grafica raster tramite Sprite, per poi nei videogiochi 3D tramite l'uso di Skeletal animation (che semplifica la gestione delle animazioni) o animazione diretta del modello poligonare, una soluzione per animare i personaggi è quella del Motion capture.
La tecnica della fisica nei videogiochi ha visto un salto importante con l'introduzione dell'Havok in Half Life 2 che ne esaltava l'uso tramite la Gravity Gun, altro videogioco che utilizza questa tecnica come elemento principe è Psi-Ops: The Mindgate Conspiracy.
Va sicuramente citata la fisica ragdoll, che permette di gestire in modo accurato il modello del nemico una volta sconfitto, simulando un corpo inanimato con movenze realistiche, quindi con vincoli di movimento e movimenti coerenti con l'ambiente, uno dei primi titoli al riguardo è Soldier of Fortune II: Double Helix, inoltre i ragdoll possono essere composte da varie parti con caratteristiche uniche e permettere animazioni e comportamenti differenziati, come nel caso di Soldier of Fortune, altri videogiochi che suddividono i ragdoll in varie parti, anche in modo dinamico, con modelli divisibili si ha Metal Gear Rising: Revengeance, altri videogiochi con soluzioni simili sono Atomic Heart.
Le tecniche di animazione possono essere di tali fattura da poter evitare l'uso di filmati prerenderizzati, rendendo di fatto tali intermezzi integrato nel gameplay, uno dei primi ad usare questa soluzione nei videogiochi 3D è Half-Life del 1998, così come l'intera serie, un'altra serie videoludica che s'incentra su questa soluzione è quella di Metal Gear.
La tecnica della distruttibilità degli ambienti tramite modellazione poligonale locale e non tramite animazione di distruzione completa si può citare Red Faction, Battlefield: Bad Company 2, che permettono di demolire gli elementi presenti nella scena e modellare il terreno, rendendo di fatto il gioco più interattivo e realistico.
La tecnica di simulazione dei liquidi è una soluzione che permette di simulare l'interattività degli ambienti e l'effetto delle proprie azioni in videogioco che utilizza questa soluzione come una meccanica principale di gioco è Portal 2 o Splatoon, mentre uno dei precursori di tali soluzioni, con la presenza di sangue materico è Severance: Blade of Darkness del 2001.
I videogiochi online incorrono nel problema del lag, che può in certi casi creare problemi di giocabilità; la soluzione tradizionale è il "delay-based netcode" che introduce un ritardo nei comandi in modo da rendere più facile l'esecuzione contemporanea delle azioni di ogni giocatore. Le prime soluzioni evolute che evitano d'introdurre un ritardo nei comandi si hanno con Starsiege: Tribes (1998), il quale introdusse un nuovo modello di controllo e gestione sui pacchetti dati trasmessi tramite internet, successivamente durante gli anni 2000 venne sviluppato un middleware basato sul rollback netcode chiamato GGPO (Good Game Peace Out), che si basa sulla previsione dei comandi dei giocatori e in caso di errore corregge l'animazione del personaggio per eseguire l'azione corretta.

### Mercato per il retrogaming e modernizzazione
Una problematica che s'incorre con il passare degli anni è il cambio dei standard video, sia come porte che segnale, rendendo di fatto l'utilizzo delle vecchie macchine da gioco (console o PC) difficoltoso, in quanto serve o recuperare un televisore o monitor con le corrispettive porte o utilizzare adattatori, nel primo caso può risultare difficile reperire l'hardware, nel secondo caso non sempre è possibile apprezzare la qualità originale, in particolar modo per il segnale video, soprattutto nel caso di segnali interlacciati, che non sempre vengono gestiti al meglio dai differenti filtri deinterlaccianti, questo fa sì che esistano differenti adattatori, dal prezzo anche molto variabile tra loro e dalle differenti qualità di visualizzazione.
La difficoltà nel gestire i vecchi segnali analogici (soprattutto se interlacciati) e adattarli ai nuovi standard digitali progressivi e l'interesse da parte di molti giocatori a rivivere le vecchie esperienze, ha spinto il mercato a proporre modifiche hardware che prelevano il segnale video direttamente dalla scheda madre, prima che esso entri nel convertitore analogico, in modo da offrire la massima qualità ed in alcuni casi modificare anche il rendering delle immagini (agendo a livello di BIOS), in modo da offrire più risoluzioni native, andando di fatto anche a migliorare la qualità visiva rispetto all'originale.
Oltre al segnale video per il quale vengono in alcuni casi applicati elementi o rielaborati elementi per modificare la frequenza di aggiornamento del segnale video, esiste anche un'attenzione alla componente hardware, che in alcuni casi viene sottoposta anche a riparazioni o rigenerazioni, di cui una di queste serve per rimuovere l'ingiallimento delle plastiche (retrobright).

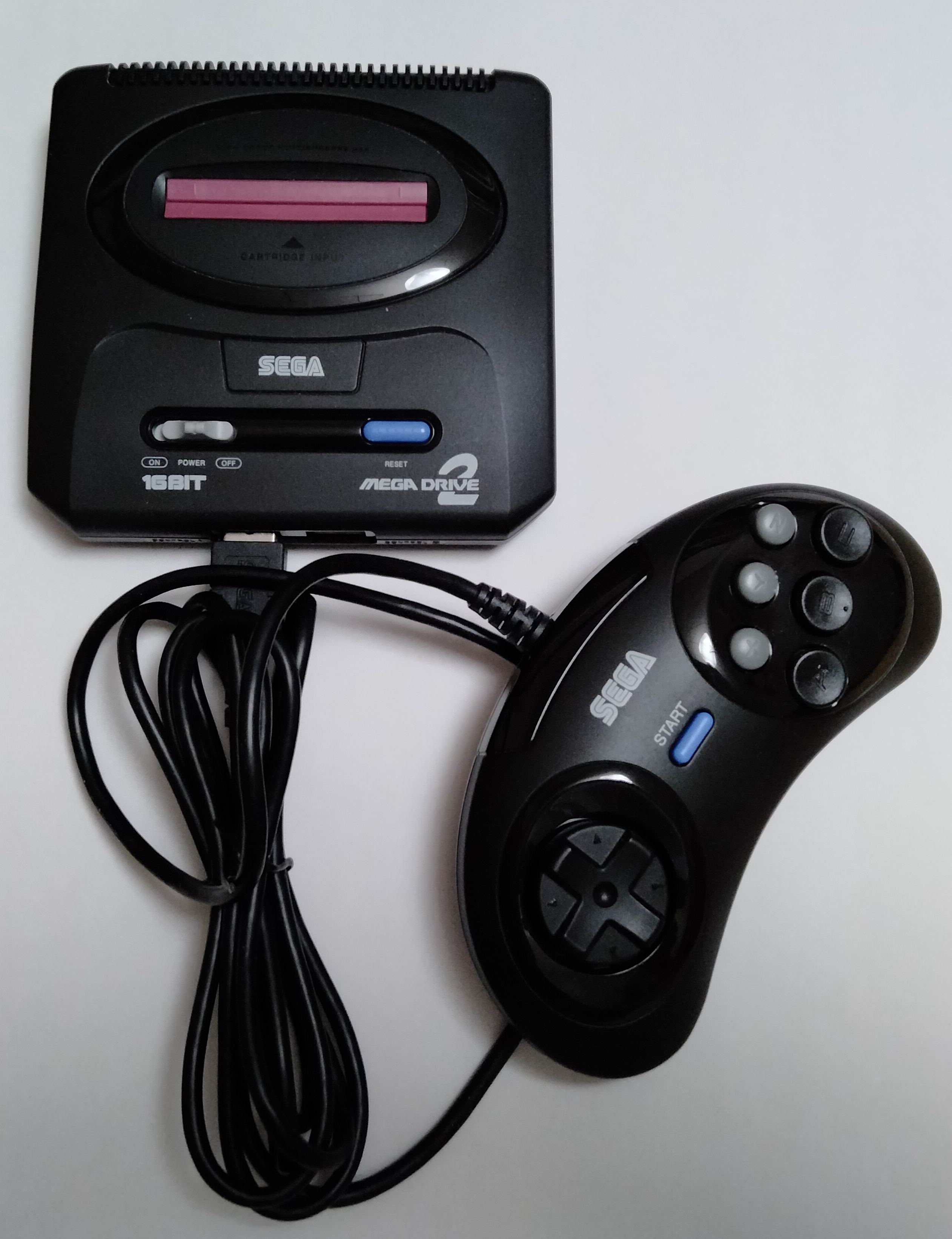
Sega Mega Drive Mini 2

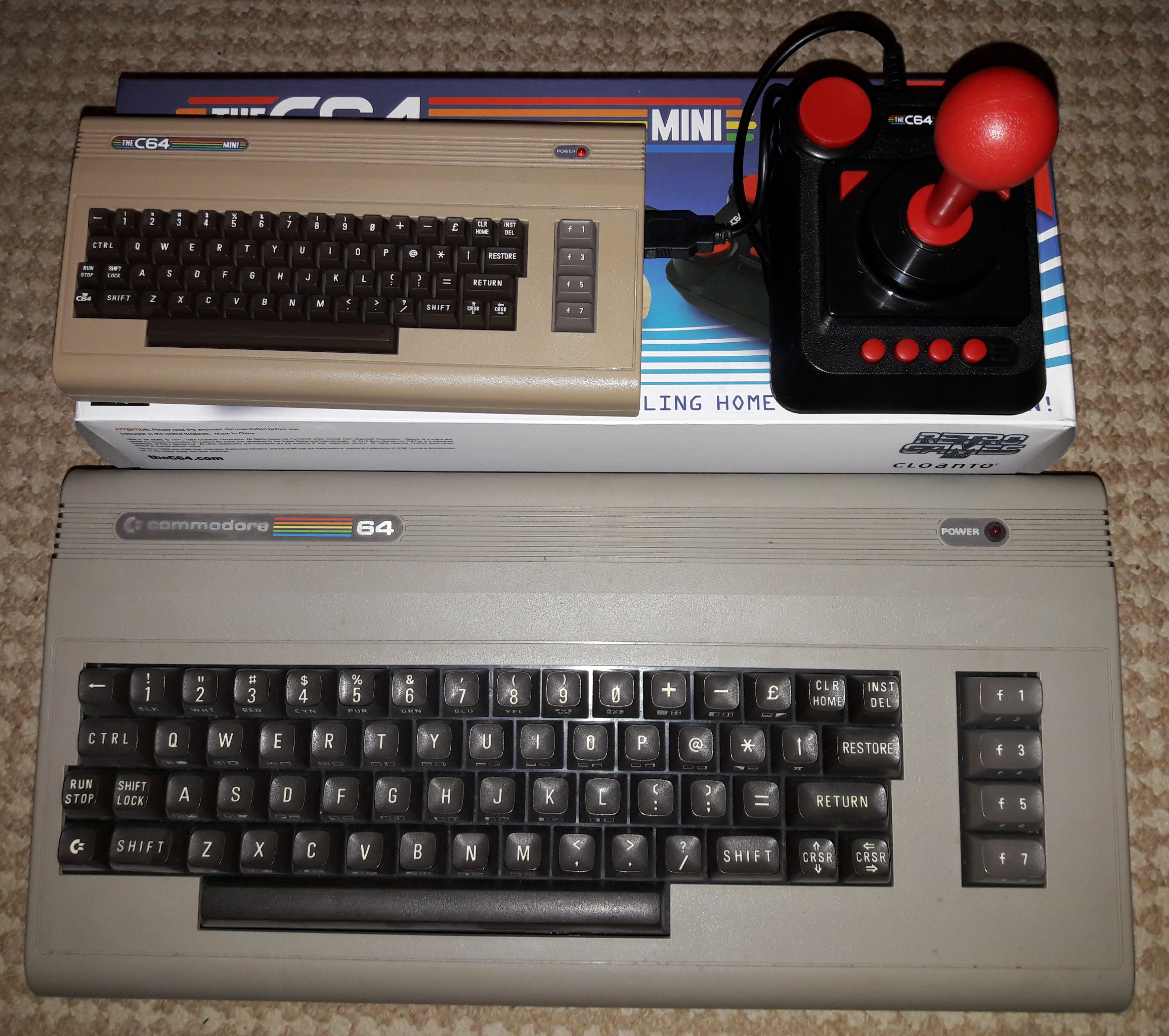
Commodore 64 originale a confronto del "THEC64 Mini"

Mentre da parte delle case madri si è visto sia l'introduzione di modelli rievocativi degli originali, dalle forme più contenute e con vari adattamenti agli standard moderni (con controller USB o wireless e uscita video HDMI) e generalmente con titoli preinstallati e non modificabili, in alternativa o in accompagnamento viene eseguita la conversione o emulazione dei titoli originali sulle piattaforme moderne.
Il mercato del retrogaming ha una rilevanza non trascurabile, infatti un rapporto del 2025 evidenzia come il 14% dei nordamericani utilizza ancora sistemi pre 2000, ed uno studio del 2025 che evidenzia come il 24% degli utilizzatori fino a 28 anni (generazione Z) possiede una piattaforma di gioco classica, fornendo come motivazione principale il fatto che risultino più rilassanti.
Entrando più nel dettaglio lo studio del 2025 evidenzia come l'89% degli intervistati vive i giochi del passato come una pausa dall'internet, mentre il 74% ha concordato sul fatto che sono più rilassanti da giocare rispetto alle controparti moderne, mentre un 77% è attratta dal fascino della tecnologia retrò.

### Riproposizione di titoli storici
Alcuni videogiochi di successo del passato vengono riproposti in versioni modernizzate.
La riproposizione dei titoli può essere effettuata in vari modi, principalmente si ha:
- Remastered: si tratta di ripresentare il titolo senza alterarne la forma ludica, dando la possibilità di apprezzare solo varianti della sfera tecnica. Le piattaforme di nuova generazione vengono sfruttate per migliorare qualità della grafica, risoluzione, frame rate, ecc. Esempi: Metal Gear Solid: HD Collection, Age of Empires: Definitive Edition.
- Remake: si tratta del rifacimento tecnico totale dell'opera secondo gli standard in corso, ma senza alterare la storia o modificandola il meno possibile. A seconda dei casi è possibile la modernizzazione delle risorse originarie o la loro ricreazione da zero. La formula ludica può subire variazioni, pur seguendo la traccia dell'originale. Un esempio è Metal Gear Solid: The Twin Snakes dove Metal Gear Solid viene ricreato con il motore grafico, meccaniche di gioco e modelli del titolo successivo (Metal Gear Solid 2: Sons of Liberty).
- Reboot: si tratta di un nuovo inizio per un marchio già noto. Il gioco cambia sostanzialmente a livello sia ludico sia estetico, mantenendo solo le caratteristiche più iconiche dell'originale. Di solito si crea un'esperienza di gioco nuova, basata sull'immagine del titolo storico. Esempi sono Mirror's Edge Catalyst, Tomb Raider, Prey, God of War.

### Conservazione dei videogiochi e collezionismo
La conservazione o preservazione dei videogiochi (molti dei quali sopravvivono solo come abandonware, situazione che generalmente si verifica dopo diversi anni dalla pubblicazione) e in particolar modo del loro codice sorgente è un problema aperto e attualmente senza una soluzione, in quanto vi è anche la questione dei diritti che deve essere delucidata a tali fini. Il problema risulta essere progressivamente peggiorato fino ad oggi, poiché i videogiochi non escono più in forma definitiva, ma subiscono aggiornamenti continui, oltre al modo in cui i giochi sono distribuiti, protetti e giocati nell'era di Internet. Per le protezioni online dei videogiochi, anche se i server di autenticazione non funzionassero più, potrebbe apparire un metodo per eluderle o eliminarle, mentre per gli aggiornamenti continui non esiste un approccio chiaro per preservare le varie versioni che si sono succedute nel tempo.
In ambito videoludico è possibile il collezionismo, soprattutto per i titoli presentati in formato fisico e edizioni fisiche a edizione speciale, fenomeno in crescita con il continuo spostamento del mercato su edizioni solo digitali dei videogiochi. Tale mercato per quanto riguarda i titoli storici è tuttavia soggetto a potenziali truffe con materiale clonato o ricreato, mentre per quanto riguarda i titoli moderni solo digitali esiste la possibilità di collezionare un'edizione fisica solo tramite aziende dedite alla conversione degli stessi in formato fisico.

## Colonne sonore
I videogiochi sono frequentemente dotati di colonna sonora musicale. Molti videogiochi hanno ricevuto premi e candidature importanti come il Grammy Award per le loro colonne sonore.

## Editoria e recensori
I Videogiochi sono accompagnati anche da pubblicazioni giornalistiche, come riviste, articoli di giornale, le quali presentano i videogiochi al pubblico, oppure ne fanno una recensione, inoltre possono fare il punto della situazione dell'ambiente videoludico, sia in fatto di videogiochi in senso stretto, sia del mondo che li circonda, come gli eventi o le aziende produttrici, retrospettive, analisi di saghe o dei prodotti di una casa editrice, classifiche (sia positive che negative) e quant'altro.
Inoltre l'editoria può essere specializzata per una determinata console o marchio, oppure essere generalista, allo stesso modo può essere cartacea e/o digitale. Nel caso delle versioni cartacee era in alcuni casi allegato un disco o cassetta che poteva contenere i demo di vari giochi, o giochi completi.
La stampa specializzata spesso riceve il prodotto in anteprima prima che esso venga pubblicato, appositamente inviato dalla casa produttrice, ma in molti casi si tratta di una versione non definitiva che può presentare difetti che non dovrebbero essere presenti al momento del lancio. Il problema si è acuito da quando si è instaurato il fenomeno delle Day One Patch (D1P), che rende difficile soppesare un particolare comportamento del gioco e quindi ipotizzare lo stato di uscita del titolo. Per quanto riguarda le recensioni degli utenti, generalmente queste sono eseguite a titolo uscito, quindi in teoria hanno a che fare con un titolo stabile, ma in questo caso viene a mancare tutta la controparte di professionalità di un addetto del settore. Inoltre tali recensioni possono essere utilizzate anche come strumento, quali il review bombing per fini politici, ideologici o marketing.